# Bugatti Veyron
Bugatti Veyron — гиперкар компании Bugatti, производившийся с 2005 по 2015 год. Назван в честь французского легендарного гонщика Пьера Вейрона, победителя 1939 года в гонках 24 часа Ле-Мана. В 2010 году журналы Top Gear и Robb Report присудили награду «Автомобиль десятилетия» Bugatti Veyron и модификации Grand Sport соответственно. Модификация Super Sport в 2010 году побила мировой рекорд скорости и стала самым быстрым серийным автомобилем в мире.
Производство Veyron на данный момент завершено, всего было продано 450 автомобилей: 300 купе и 150 родстеров. Его преемником является Bugatti Chiron, официально представленный на женевском автосалоне в 2016 году.

## Bugatti Veyron 16.4

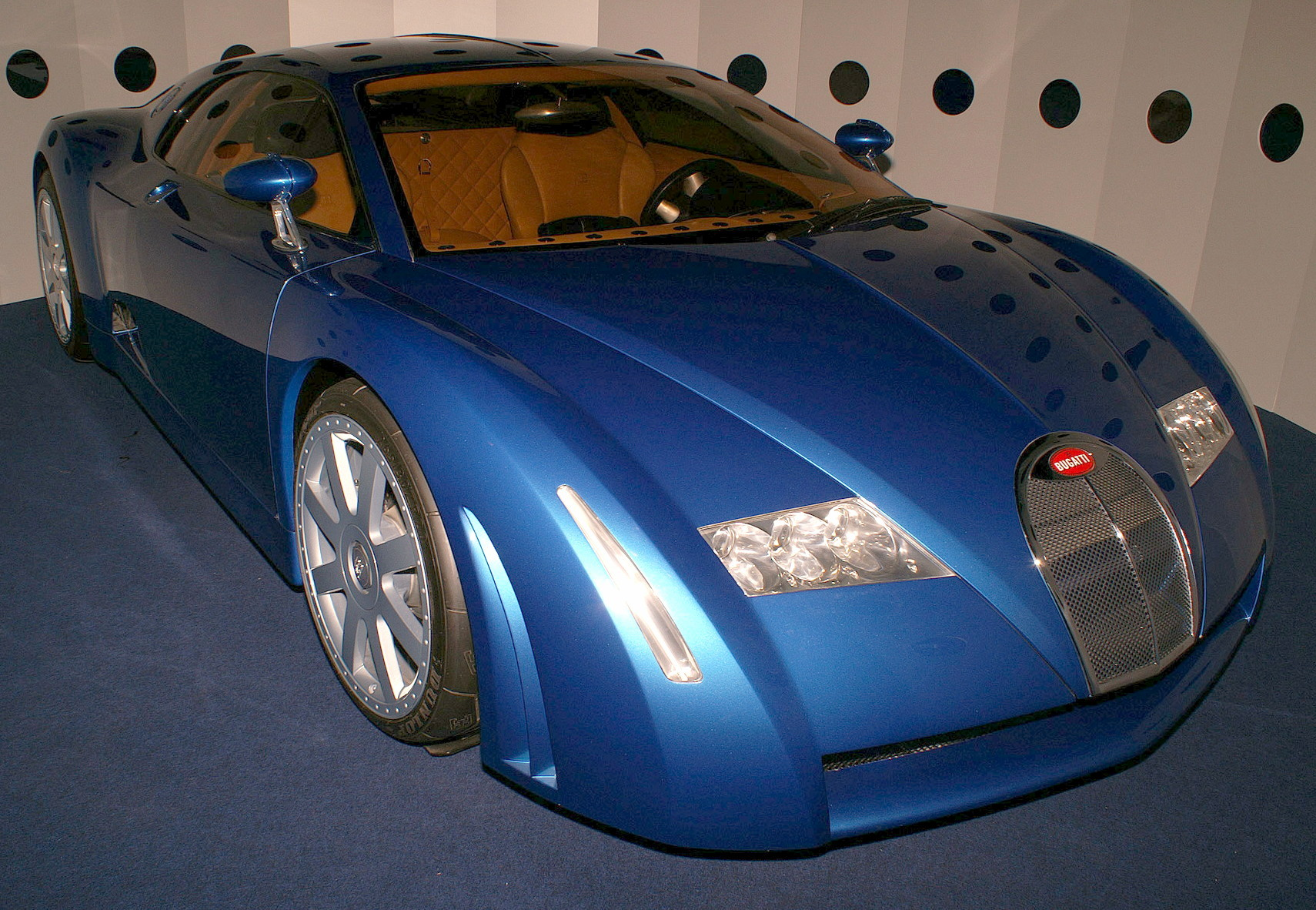
Концепт-кар Bugatti 18/3 Chiron

Предшественниками серийного Bugatti Veyron были концепт-кары Bugatti 18/3 Chiron, разработанный компанией Italdesign и продемонстрированный в сентябре 1999 года на франкфуртском автосалоне, и, спустя несколько недель, в октябре 1999 года на токийском автосалоне — Bugatti 18/4 Veyron. Концепт Bugatti 18/4 Veyron был уже разработан главным дизайнером Volkswagen Хартмутом Варкусом, а также имел на тот момент 18-цилиндровый двигатель объёмом 6,3 литра мощностью 555 л. с. В октябре же 2000 года на парижском автосалоне показали концепт Bugatti 16/4 Veyron с 16-цилиндровым мотором мощностью 630 л. с. А в марте 2001 года на женевском автосалоне показали Bugatti 16.4 Veyron с мотором мощностью 1001 л. с. Несколько лет понадобилось инженерам для решения различных технических вопросов, но 29 апреля 2005 года Bugatti Veyron впервые преодолел отметку максимальной скорости свыше 400 км/ч, а серийное производство гиперкара стоимостью 1 миллион евро началось в сентябре 2005 года. Производство версии купе завершено в июне 2011 года.

### Технические характеристики

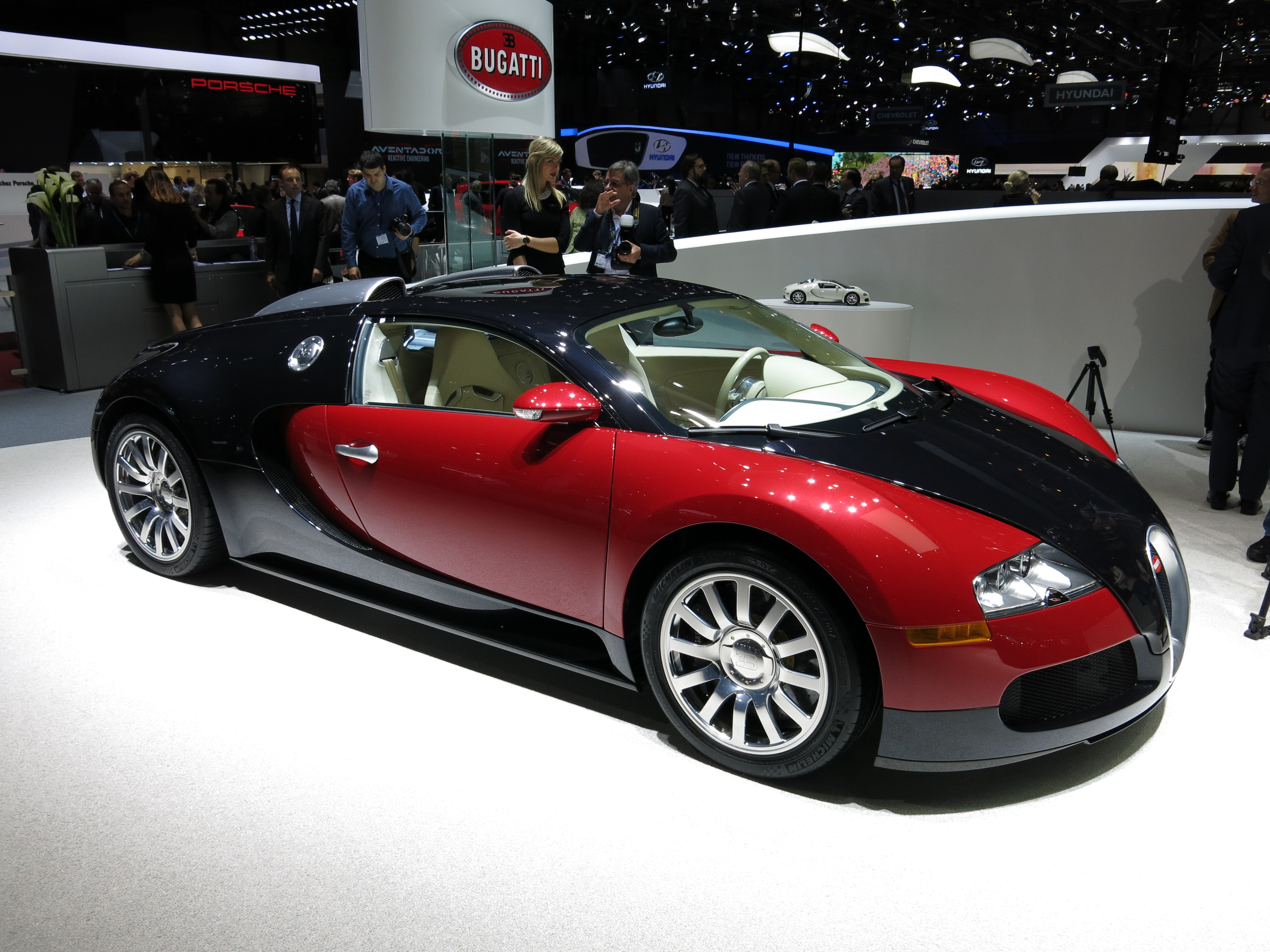
Первый Veyron из 450 созданных на продажу

Автомобиль в кузове купе массой 1888 кг. Длина — 4462 мм, ширина — 1998 мм, высота — 1204 мм, колёсная база — 2710 мм. В автомобиле установлен восьмилитровый двигатель (7993 см³) W16 с четырьмя турбинами мощностью 1001 л. с. при 6000 об/мин и максимальным крутящим моментом 1250 Н·м при 2200—5500 об/мин. Фактически же мощность двигателя составляет от 1020 до 1040 л. с. Для охлаждения двигателя применяются десять радиаторов.
Коробка передач переходит на каждую последующую передачу за 0,15 секунды за счёт использования двойного сцепления. При такой схеме чётные передачи включаются одной секцией коробки передач и имеют своё сцепление, а нечётные — другой секцией, также со своим сцеплением. При переходе на следующую или предыдущую передачи требуется переключить только сцепления, так как передача уже готова и не надо затрачивать время на её переключение.
У «Вейрона» регулируемая подвеска, которая изменяет клиренс автомобиля в зависимости от различных условий. В стандартном режиме дорожный просвет гиперкара составляет 125 мм спереди и сзади. При достижении скорости в 220 км/ч дорожный просвет уменьшается до 80 мм спереди и 95 мм сзади. В «скоростном» режиме клиренс уменьшается спереди до 65 мм, сзади до 70 мм.
На Bugatti Veyron стоят уникальные вентилируемые углекерамические тормозные диски и 8-поршневые суппорты. На скоростях свыше 200 км/ч при торможении задействуется антикрыло, которое выполняет роль аэродинамического тормоза. Время разворота крыла до угла 55° составляет 0,4 секунды после начала торможения. Время, которое требуется автомобилю, мчащемуся с максимальной скоростью до полной остановки, составляет 10 секунд. Специальные шины для Veyron разработаны компанией Michelin. Ширина передних шин 265 мм, задних — 365 мм; используется технология безопасной шины. Один комплект шин рассчитан примерно на 10000 км.
Максимальная скорость — 407 км/ч; разгон до 100 км/ч — 2,5 секунды, до 200 км/ч — 7,3 с, до 300 км/ч — 16,7 с. Bugatti Veyron помимо стандартного ключа зажигания имеет ещё один, с отдельным замком слева от водительского сиденья, для перевода гиперкара из «транспортного» режима со скоростью до 375 км/ч в «скоростной» для достижения максимальной скорости, при котором на приборной панели появляется надпись «Top Speed». При этом клиренс автомобиля уменьшается, угол контратаки и высота положения заднего антикрыла принимают минимальные значения, а под днищем, в районе переднего и заднего бамперов, выдвигаются дополнительные «закрылки», призванные снизить аэродинамическое сопротивление колёс.
На испытаниях немецкого автожурнала Auto, Motor und Sport автомобиль показал следующую динамику разгона — торможения: разгон до 100 км/ч за 3,1 секунды, до 200 км/ч — 8,5 с, до 300 км/ч — 20,7 с; торможение с 300 до 0 км/ч составило 7,1 с; общее время 0—300—0 км/ч равняется 27,8 с. А на испытаниях в гонке на 1 милю (1,61 км) автожурнала Road & Track автомобиль преодолел расстояние за 25,9 с при скорости 329 км/ч.

### Специальные версии
На франкфуртском автосалоне в 2007 году была представлена эксклюзивная версия гиперкара количеством пять экземпляров Bugatti Veyron Pur Sang (фр. чистокровный). Кузов автомобиля не стали покрывать краской и лаком, а оставили его из «чистых» материалов — алюминия и чёрного неокрашенного углепластика. Капот, крыша и задняя панель выполнены из углепластика, а бока автомобиля — из алюминия. Вес этой модели удалось снизить на 100 кг. Спецверсия выпущена в пяти экземплярах стоимостью в 1,4 миллиона евро. Были распроданы уже через 24 часа после его мировой премьеры.
В 2008 году на 78-м женевском автосалоне была представлена версия Bugatti Veyron Fbg par Hermès, созданная совместно с французским домом моды Hermès. Интерьер, сиденья и многочисленные детали были разработаны домом моды. Внутренние дверные ручки выполнены в стилистике ручек чемоданов Hermès. Радиаторные решётки изготовлены в виде множества накладывающихся друг на друга литер Н (от Hermès). Колёсные диски выполнены из полированного алюминия с восемью спицами, в центре которых нанесена литера Н, а отверстия по ободу напоминают характерную для Hermès крупную строчку. Кузов автомобиля предлагался в двух расцветках: чёрный с серыми капотом и антикрылом или чёрный с красными капотом и антикрылом. При этом, кожаный салон автомобиля соответствовал цвету капота и антикрыла. Позже клиентам были предложены ещё четыре расцветки. Название Bugatti Veyron Fbg par Hermès произошло от главного магазина Hermès на улице Фобур Сент-Оноре (фр. Rue du Faubourg Saint-Honoré) в Париже ("Fbg" означает "Faubourg"), выпущено всего четыре экземпляра. Стоимость 1,55 миллиона евро.
Ещё одна специальная версия была представлена в 2008 году — Bugatti Veyron Sang Noir (фр. чёрная кровь), выпущена в честь производившегося в прошлом столетии автомобиля Bugatti Type 57S Atlantic. Машина снаружи имеет угольно-чёрное лакокрасочное покрытие в сочетании с чёрным неокрашенным углепластиком, а внутри — оранжевый кожаный салон с чёрной центральной консолью. Было произведено двенадцать машин. Стоимость 1,5 миллиона евро.
В марте 2009 года на женевском автосалоне компания показала Bugatti Veyron Bleu Centenaire (фр. синее столетие). Единственный экземпляр созданный в честь столетия фирмы 
выкрашен в сочетании матового и глянцевого синего, также синими являются части двигателя, имеется эмблема с очертаниями Bugatti Veyron и Bugatti Type 41 Royale с цифрами 0-100.
Продолжая мероприятия в честь столетия фирмы в апреле 2009 года на выставке в Вилла д’Эсте компания представила четыре особых версии — Bugatti Veyron L'édition Centenaire (фр. столетнее издание), напоминающих об одном из самых успешных гоночных автомобилей производителя — Bugatti Type 35. Каждая модель названа в честь автогонщиков 1920-х и 1930-х годов и имеют гоночные цвета соответствующих стран: синий для Франции, красный для Италии, зелёный для Англии и белый для Германии. Синий Bugatti Veyron носит имя французского автогонщика Жан-Пьер Вимилля (Jean-Pierre Wimille), красный — итальянца Акилле Варци (Achille Varzi), зелёный — британца Малькольма Кэмпбелла (Malcolm Campbell), а белый — немца Херманна цу Лайнингена (Hermann zu Leiningen). Кузов автомобиля каждой модели дополняют алюминиевые двери и передние крылья.
В декабре 2009 года на автосалоне в Дубае для ближневосточного рынка были представлены Bugatti Veyron Sang d’Argent (фр. кровь из серебра) и Bugatti Veyron Nocturne (фр. ночной), отличающиеся цветом кузова и материалами отделки интерьера. Единственный экземпляр Sang d’Argent стоимостью 1,45 миллиона евро окрашен в серебристый цвет, а двери и передние крылья из полированного алюминия. У автомобиля коричневый кожаный салон. Пять экземпляров Nocturne отличаются чёрным цветом и полированным алюминием, боковыми стёклами с металлическим покрытием, приборной панелью покрытой чёрным магнием и центральной панелью покрытой платиной. Салон обит белой кожей. Стоимость каждого — 1,65 миллиона евро.
Помимо официально представленных компанией специальных версий с различными именами на тех или иных автомероприятиях в сети часто появлялись другие неповторимые версии автомобилей. Так, например, в 2007 году из Дубая сеть облетели снимки уникальной модели Bugatti Veyron неофициально названной Pegaso. Модель окрашена в красный и белый цвета с надписями Pegaso на дверях и спинках сидений. Pegaso являлась названием испанского производителя грузовиков и спортивных автомобилей.

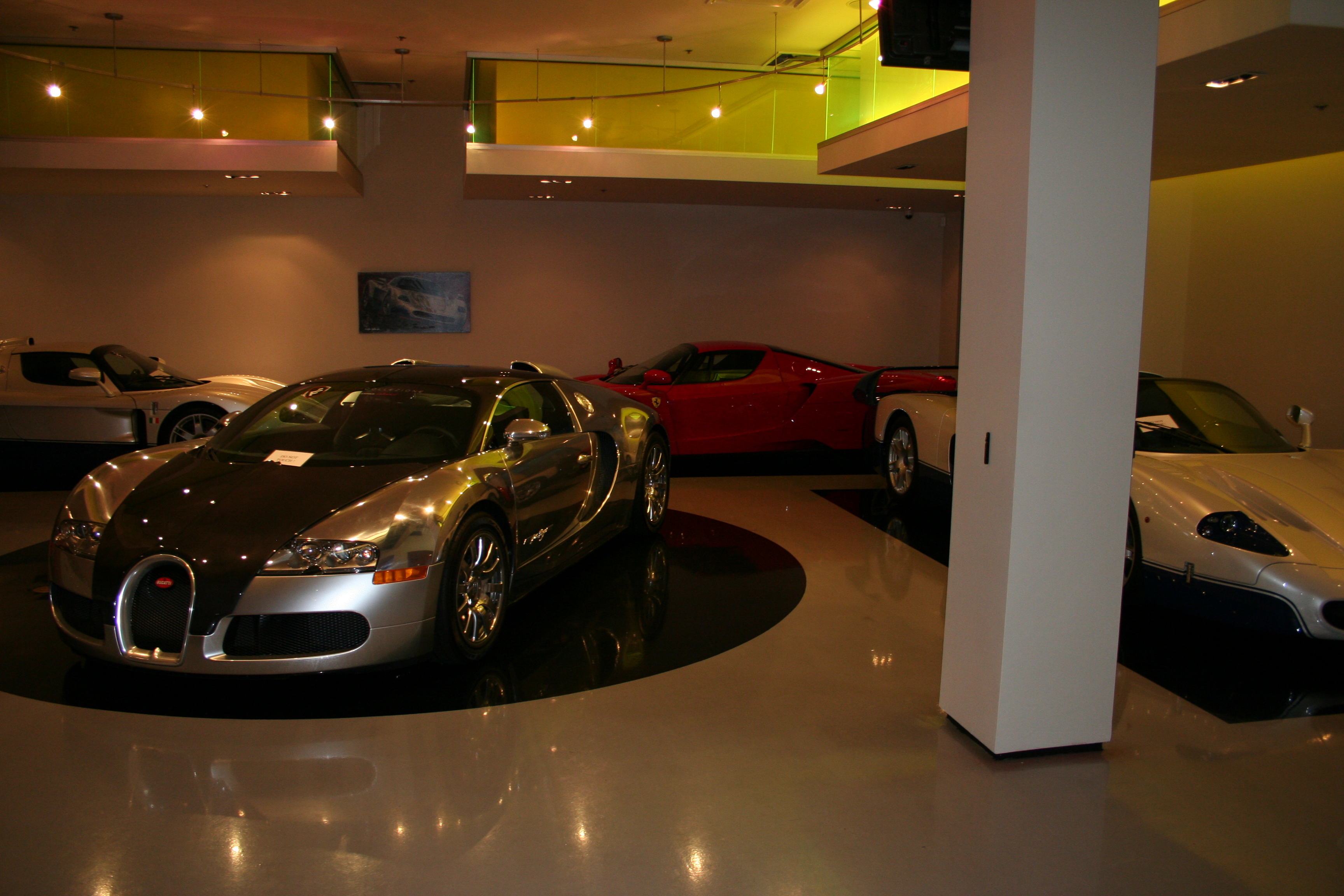
«Чистокровный» Bugatti Veyron Pur Sang
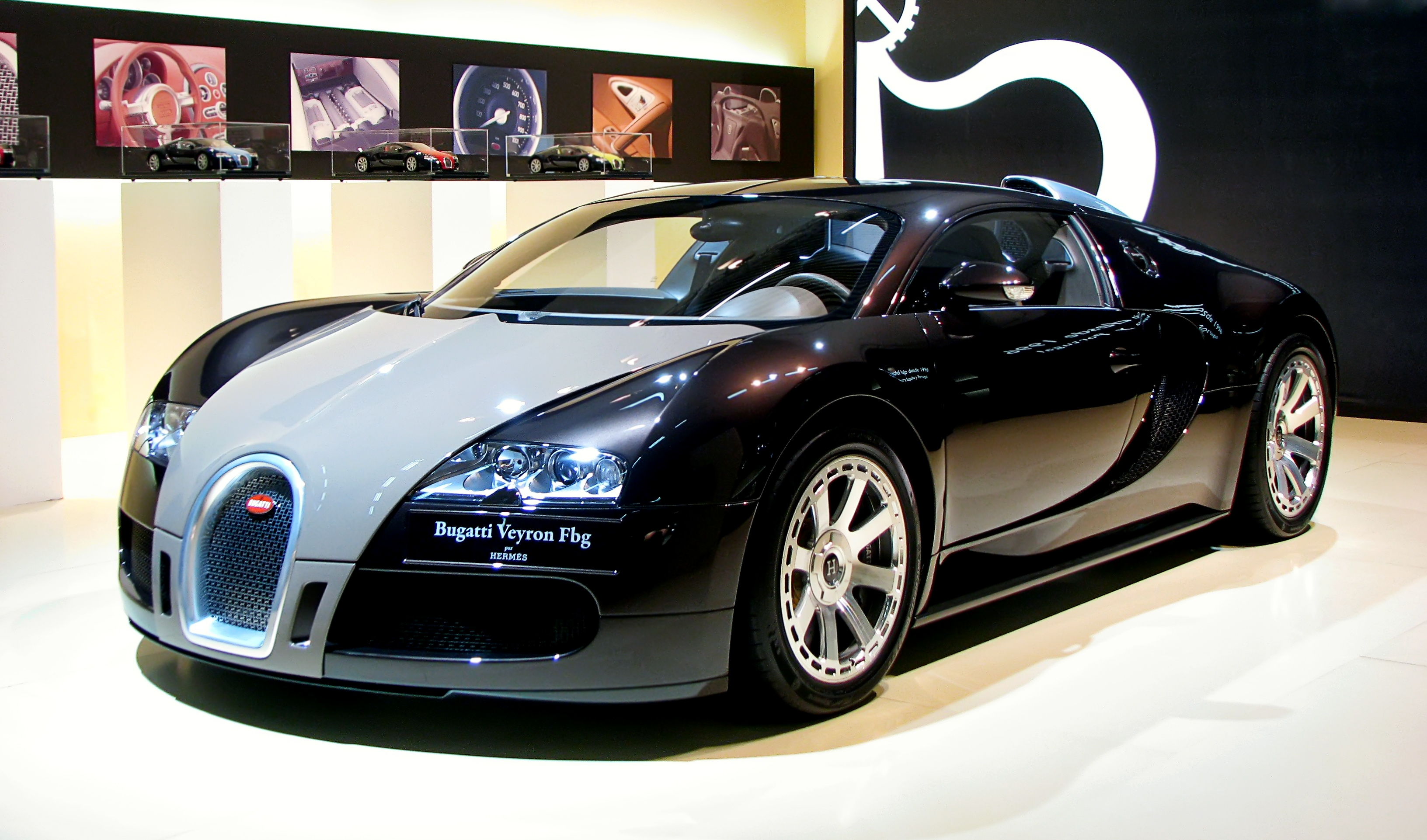
Bugatti Veyron Fbg par Hermès
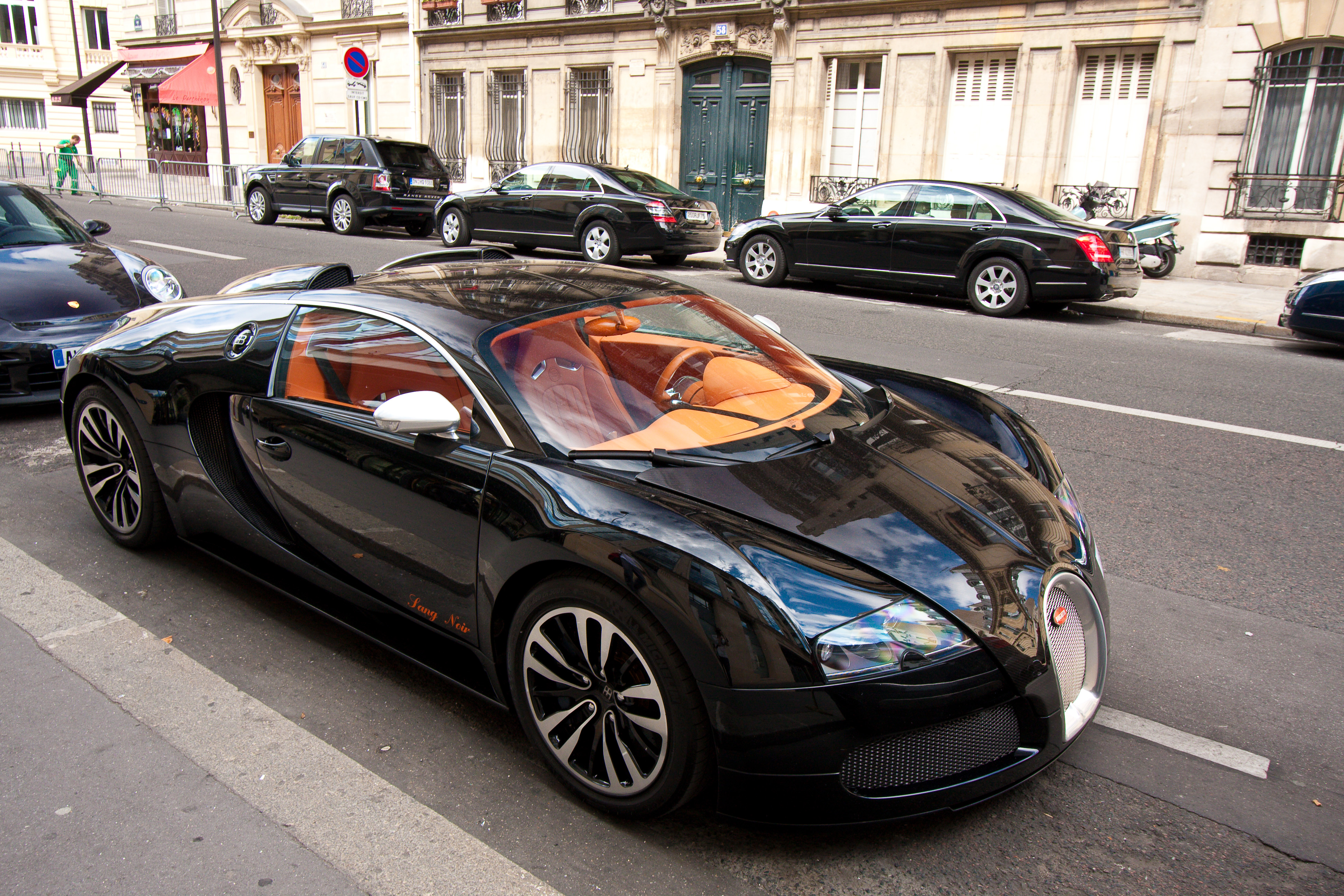
Bugatti Veyron Sang Noir
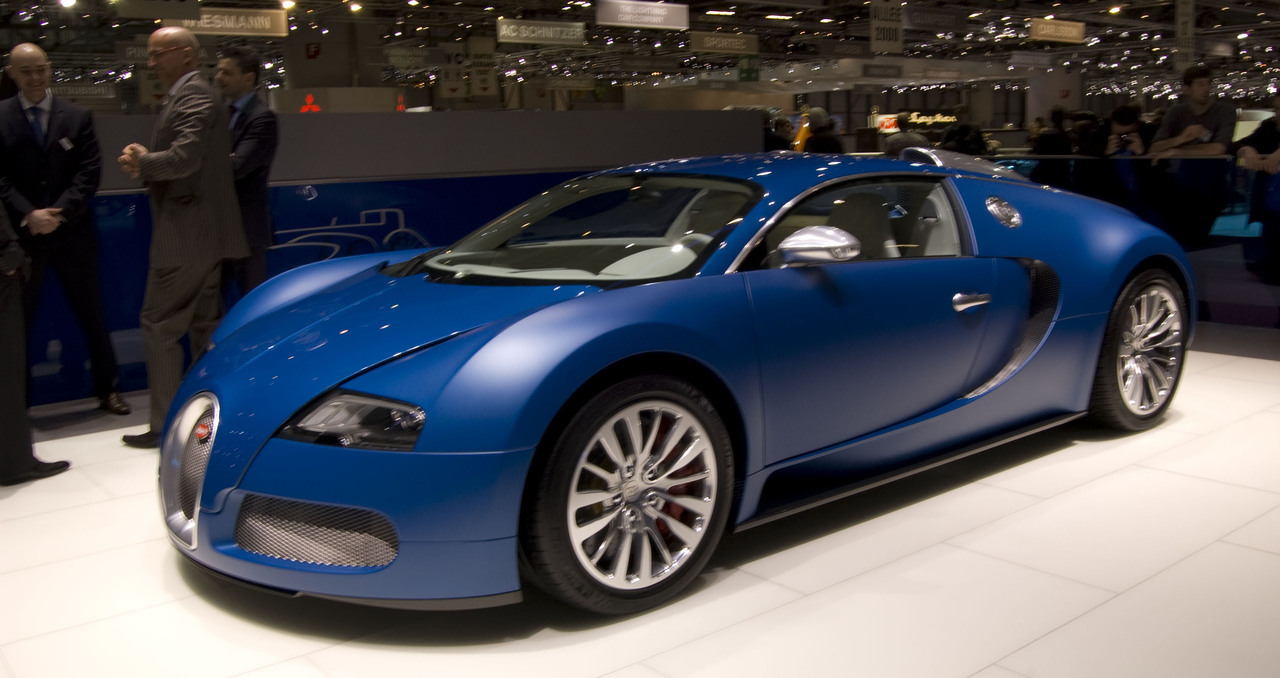
Bugatti Veyron Bleu Centenaire
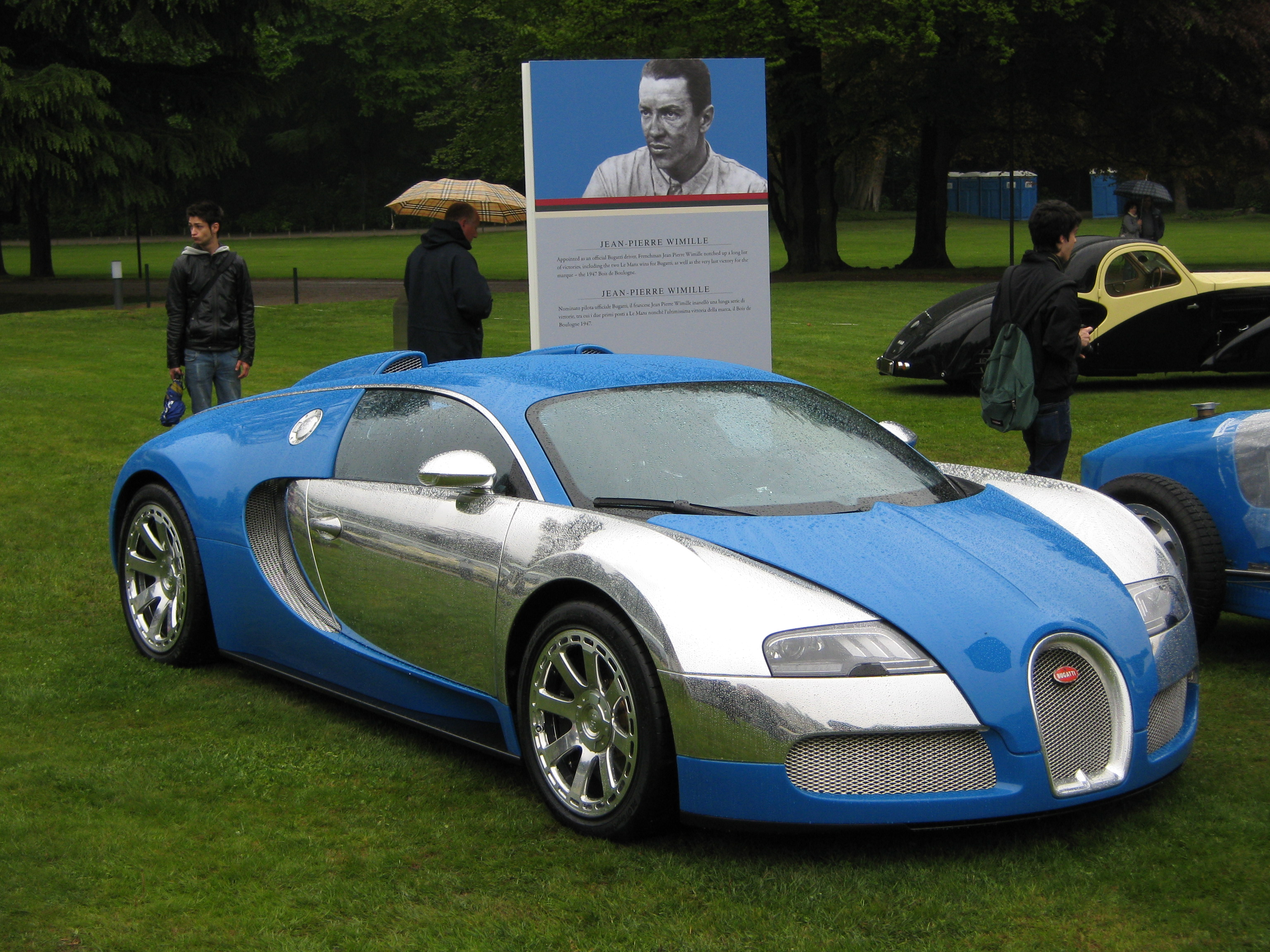
Bugatti Veyron L’Edition Centenaire Jean-Pierre Wimille
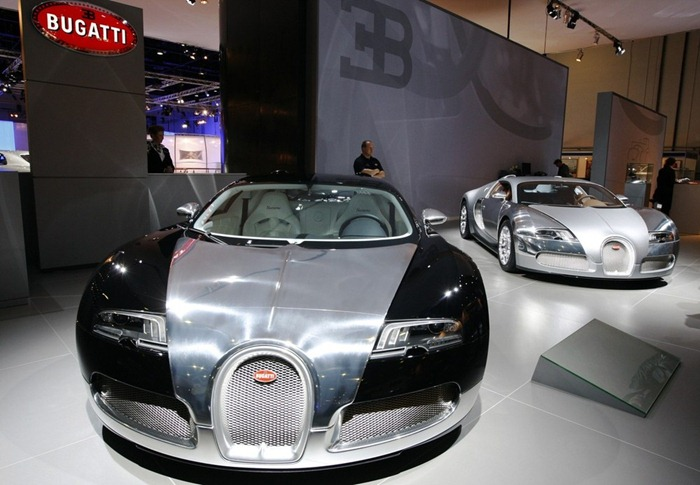
Bugatti Veyron Nocturne и Bugatti Veyron Sang d’Argent

## Bugatti Veyron 16.4 Grand Sport
Bugatti Veyron Grand Sport — открытая версия (родстер) гиперкара Bugatti Veyron, премьера автомобиля состоялась в августе 2008 года на автомобильной выставке Pebble Beach Concours d'Elegance в США. Название «Grand Sport» отсылает к моделям Bugatti Type 40 и Bugatti Type 43. Автомобиль оснащён съёмной жёсткой центральной частью крыши, выполненной из тонированного полупрозрачного поликарбоната, а также имеет мягкий тканевый «тент», который во время дождя можно установить вместо крыши. Всего выпущено 150 экземпляров автомобиля, серийное производство началось в 2009 году, цены начинались от 1,4 миллиона евро. Первый образец версии Grand Sport был пожертвован на благотворительные цели и был продан на аукционе Gooding & Company за 2,9 миллионов долларов. Эта машина была создана по индивидуальному заказу и получила именную табличку с номером «1».
Ввиду внесённых изменений в аэродинамику автомобиля, динамика Grand Sport отличается от версии купе. Так, без наличия твёрдой крыши автомобиль способен разгоняться до 360 км/ч, с установленным мягким верхом — только до 130 км/ч, с установленной обратно твёрдой крышей — до 407 км/ч. Родстер разгоняется до 100 км/ч за 2,7 секунды, до 200 км/ч — 7,3 с, до 300 км/ч — 16,7 с.

### Специальные версии
В августе 2009 года в честь столетия компании была представлена модель Bugatti Veyron Grand Sport Sang Bleu (фр. голубая кровь). Кузов автомобиля выполнен в двухцветной схеме: синий неокрашенный углепластик дополняют двери и передние крылья из полированного алюминия. Интерьер автомобиля выполнен в коричневом цвете с оранжевым оттенком.
Для ближневосточного рынка в Дубае в декабре 2009 года вместе с двумя спецверсиями купе был представлен и Bugatti Veyron Grand Sport Soleil de Nuit (фр. ночное солнце). Модель Soleil de Nuit выпущенная в единственном экземпляре выполнена в тёмно-синем цвете и полированном алюминии с ярко-оранжевым кожаным салоном. Цена 1,55 миллиона евро.
На автосалоне в Женеве в 2010 году Bugatti показала два уникальных автомобиля Grand Sport, но без каких-либо имён: первый, неофициально названный, Bugatti Veyron Grand Sport Royal Dark Blue (англ. королевский тёмно-синий) и второй, также с неофициальным названием, Bugatti Veyron Grand Sport Grey Carbon (англ. серый карбон), обе машины проданы за 1,75 и 1,65 миллионов евро соответственно. Кузов Royal Dark Blue выкрашен в тёмно-синий и снежно-белый цвета; кузов же Grey Carbon сверху выкрашен в тёмно-серый цвет, а снизу отделан полированным алюминием. Салон Royal Dark Blue выполнен из синей кожи с белой прострочкой на руле, сиденьях, центральной консоли и рычаге переключения передач; салон Grey Carbon — из «серебристой» кожи с белой прострочкой.
В апреле 2011 года компания привезла на шанхайский автосалон ещё одну спецверсию Bugatti Veyron Grand Sport — неофициальное название Matte White (англ. матовый белый). Автомобиль выкрашен в белый матовый цвет с синими элементами внизу кузова. Также в синем цвете выполнены колёсные диски и интерьер автомобиля.
Дизайнер Биджан Пакзад совместно с Bugatti работал над спецсерией из 10 автомобилей модификации Grand Sport. Один из них, Bugatti Veyron Grand Sport Bijan Pakzad, был представлен в 2011 году уже после смерти дизайнера. Кузов автомобиля отличает жёлтый цвет и полированный алюминий, а также изображение «Уста истины» на капоте. Радиаторные решётки изготовлены в виде накладывающихся друг на друга имени Bijan. В жёлтом салоне автомобиля в центральной консоли подготовили место для двух флаконов фирменного парфюма, а часы украшены бриллиантами.
В 2011 году фирма показала Bugatti Veyron Grand Sport L’Or Blanc (фр. белое золото) — тёмно-синяя модель с белым «фарфоровым» орнаментом, являющаяся результатом сотрудничества Bugatti и Королевской мануфактуры фарфора в Берлине, которая первоначально должна была изготовить только фигуру танцующего слона, созданного Рембрандтом Бугатти и установленного на радиаторной решётке Bugatti Type 41 Royale. В автомобиле использованы фарфоровые изделия снаружи и внутри, на некоторых изображён силуэт танцующего слона. Стоимость этой спецверсии — 1,65 миллиона евро.
На франкфуртский автосалон в сентябре 2011 года Bugatti привезла полностью красный — кузов, салон, колёсные диски — Bugatti Veyron Grand Sport (неофициальное название Red Edition (англ. красная версия)).
На автосалоне в Дубае в ноябре 2011 года компания представила три эксклюзивные модели Bugatti Veyron Grand Sport Middle East Versions (англ. ближневосточные версии) для ближневосточного рынка. Кузов первой модели сочетает жёлтый верх и чёрный низ, включая чёрные колёсные диски. Жёлтый салон автомобиля также дополняют чёрные элементы: центральная консоль, приборная панель, рулевое колесо, двери. Стоимость 1,58 миллиона евро. Вторая модель совмещает синий верх и алюминиевый низ. Салон выполнен в оранжевом цвете с элементами из алюминия, синего углепластика и тёмно-синей кожи. Кузов третьей модели из тёмно-зелёного углепластика дополняют двери, крылья, боковые зеркала из полированного алюминия. Салон выполнен в зелёных и серебристых цветах. Стоимость второй и третьей моделей 1,74 миллиона евро.
В апреле 2012 года на пекинском автосалоне Bugatti представила полностью белую с красным интерьером спецверсию, посвящённую Году Дракона — Bugatti Veyron Grand Sport Wei Long 2012. Данная спецверсия вновь создана в сотрудничестве с Берлинской Королевской мануфактурой фарфора, которая изготовила белые фарфоровые барельефы с изображением дракона на крышках топливного бака и отсека для хранения внутри салона автомобиля. Подголовники и напольные коврики украшены вышивкой китайского иероглифа обозначающего «Дракон». Этот же иероглиф украшает колёсные диски. Цена автомобиля 1,58 миллиона евро.
На арт-шоу Art Basel Miami Beach (США) в 2012 году представили версию Bugatti Veyron Grand Sport Bernar Venet от художника Бернара Вене. Кузов и интерьер украшены различными математическими и научными формулами, а "ржавый" цвет отсылает к скульптурным работам художника.
Помимо официально представленных спецверсий Grand Sport были замечены и другие уникальные версии. Так, в 2010 году в Калифорнии был замечен Bugatti Veyron Grand Sport Blanc Noir (фр. чёрно-белый). Белый матовый кузов дополняют чёрный глянцевый капот, антикрыло, воздухозаборники, а также чёрные колёсные диски. Позже, в 2012 году, Blanc Noir выставлялся на нью-йоркском автосалоне местным автодилером.
В 2010 году была сделана на заказ ещё одна спецверсия — Bugatti Veyron Grand Sport Bleu Nuit (фр. синяя ночь). Позже был продан владельцем на аукционе за 1,7 миллиона евро. Кузов выполнен из тёмно-синего неокрашенного углепластика и полированного алюминия, которые дополняет передний бампер окрашенный в серебристый металлик. На алюминиевых дверях присутствует надпись Bleu Nuit. Салон автомобиля отделан коричневой кожей.
В 2011 году на сайте британского автодилера был выставлен на продажу Bugatti Veyron Grand Sport Sang Blanc (фр. белая кровь). Кузов автомобиля полностью выкрашен в белый матовый цвет с некоторыми чёрными элементами: радиаторная решётка, воздухозаборники. Салон автомобиля также выполнен в чёрном цвете.

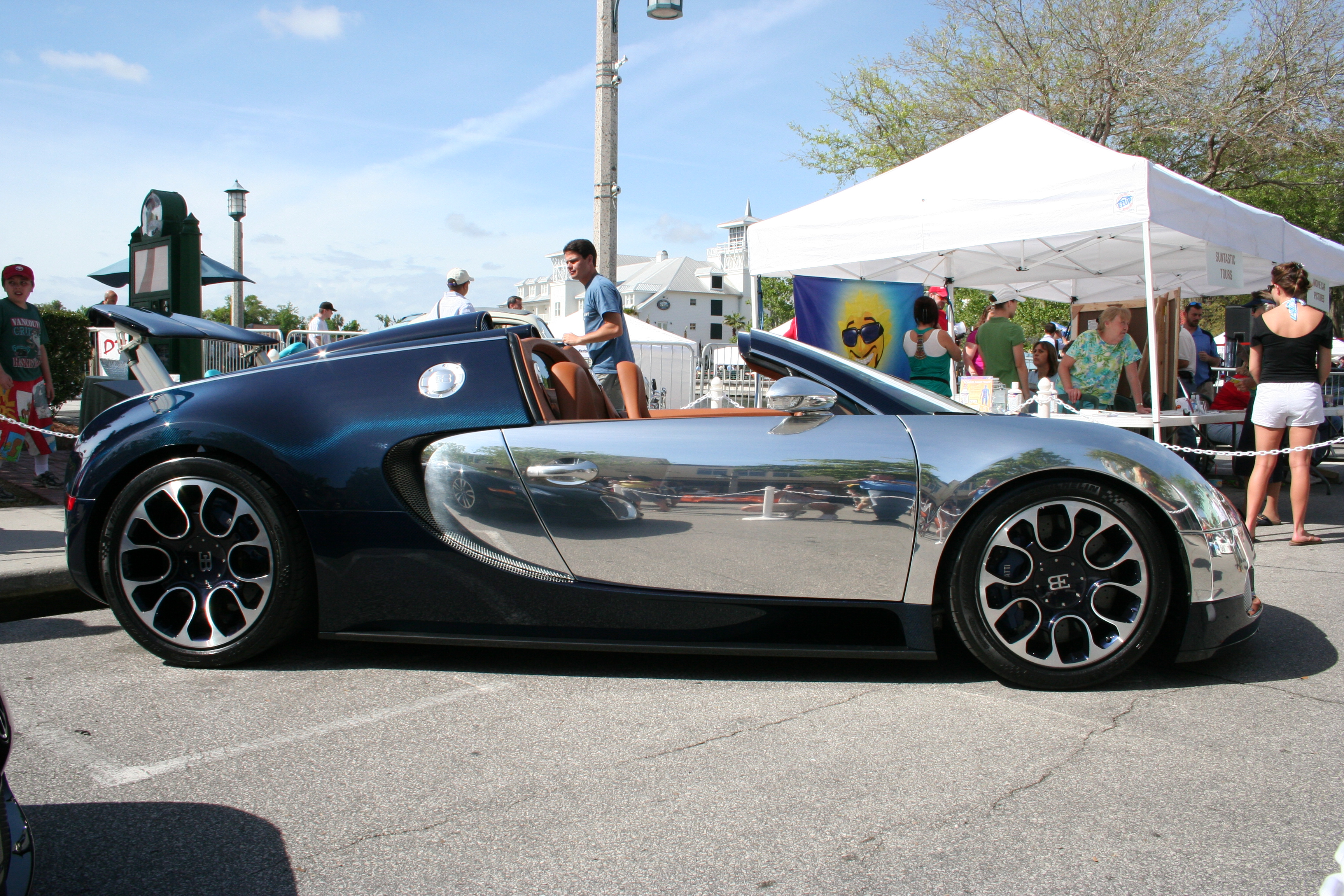
Bugatti Veyron Grand Sport Sang Bleu
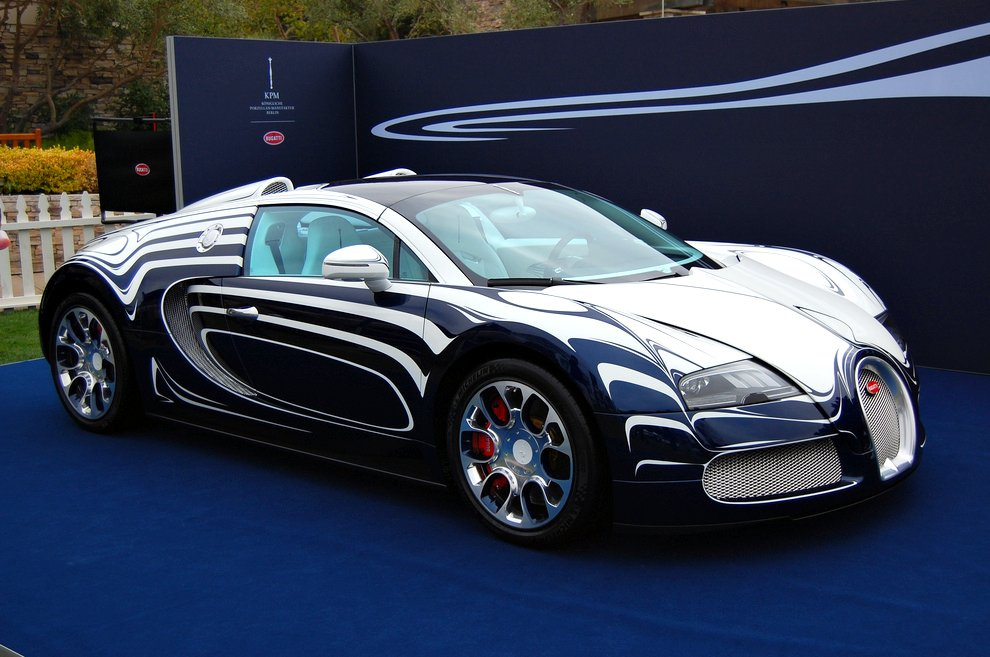
«Фарфоровый» Bugatti Veyron Grand Sport L’Or Blanc
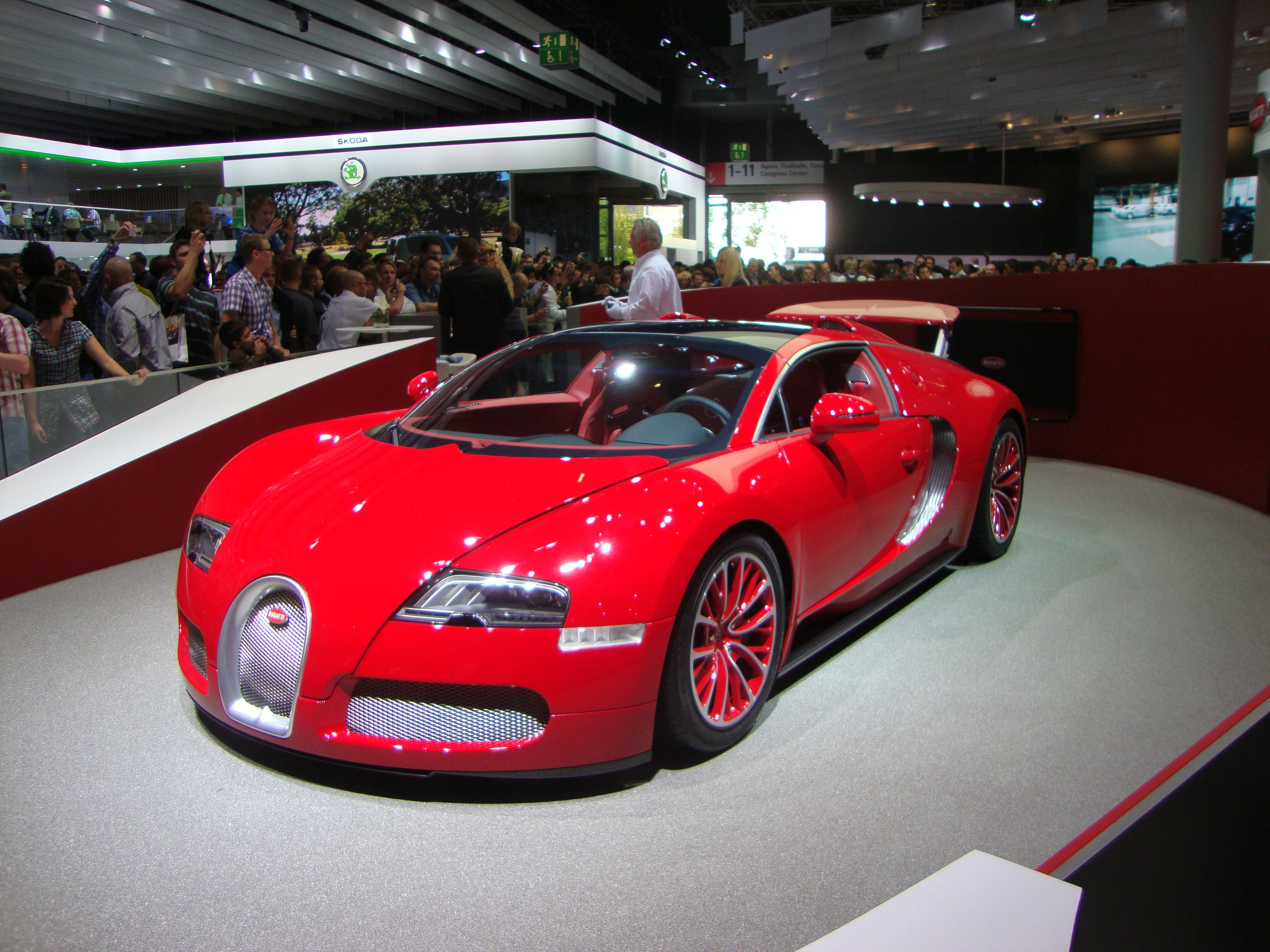
Красный Bugatti Veyron Grand Sport
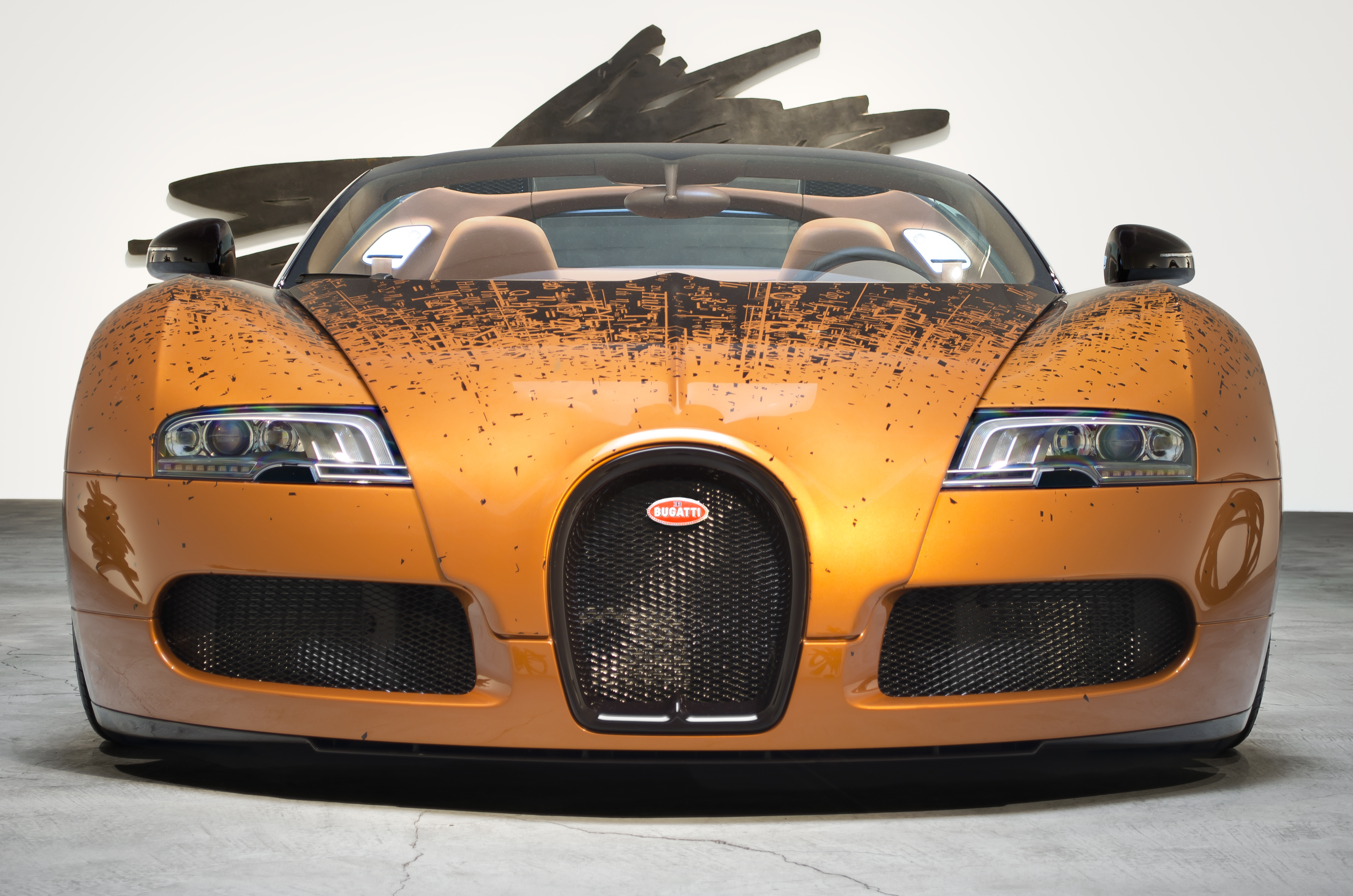
Bugatti Veyron Grand Sport от Бернара Вене
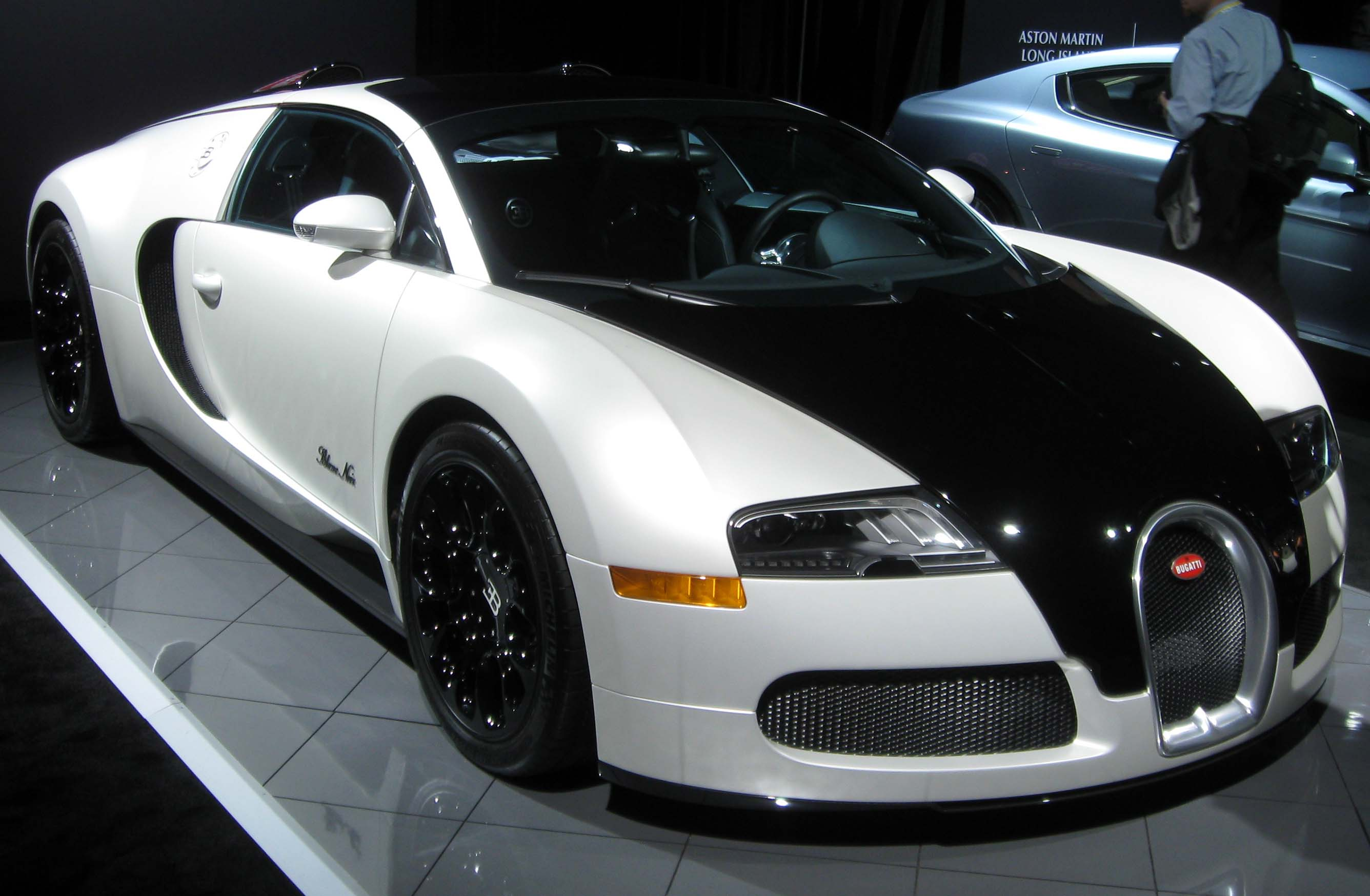
Bugatti Veyron Grand Sport Blanc Noir
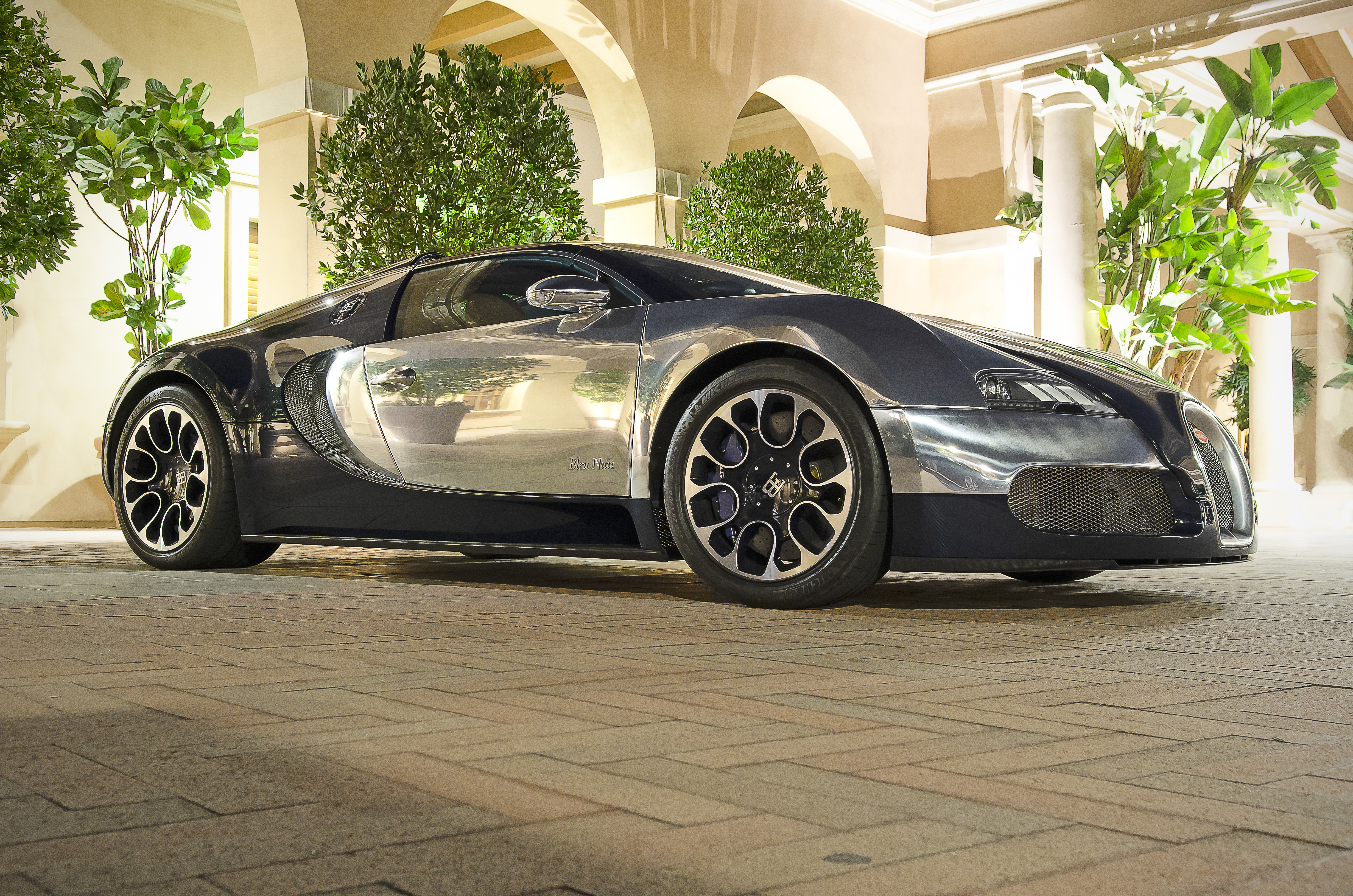
Bugatti Veyron Grand Sport Bleu Nuit

## Bugatti Veyron 16.4 Super Sport
Bugatti Veyron Super Sport был представлен в 2010 году совместно с установлением нового мирового рекорда скорости для серийного автомобиля. Перед дебютом автомобиля, у которого отключили ограничитель скорости для выявления максимально возможной, инженеры провели серию заездов на испытательном треке Volkswagen в присутствии немецкого агентства технической инспекции (нем. TÜV) и представителей Книги рекордов Гиннесса. В первом заезде автомобиль показал скорость 427 км/ч, а во втором заезде в обратную сторону — 434 км/ч. Таким образом зафиксировали среднее значение по итогам двух заездов — 431 км/ч. Позже, в начале апреля 2013 года, Книга рекордов Гиннесса лишила Bugatti Veyron Super Sport этого рекорда, так как серийные автомобили имеют включенный ограничитель скорости и отличаются от участвовавшего в заезде. Но через несколько дней, проведя тщательный анализ при помощи независимых экспертов, оставила присуждение рекорда за Bugatti Veyron Super Sport, признав, что ограничитель скорости не меняет основного дизайна автомобиля или его двигателя.
Перед проведением официального тест-разгона автомобиля, пробный тест провела передача Top Gear. За руль автомобиля сел ведущий телепередачи Джеймс Мэй, который разогнался до 417 км/ч.
Super Sport мощнее прежней версии купе на 199 л. с. и развивает мощность в 1200 л. с., крутящий момент достигает значения в 1500 Н·м. В автомобиле установлен двигатель W16 с увеличенными интеркулерами, которые имеют большую производительность, а также модернизированным выпуском и обновлёнными турбонагнетателями. Максимальная скорость ограничена 415 км/ч для предотвращения быстрого разрушения шин; разгоняется до 100 км/ч за 2,5 секунды, до 200 км/ч — 6,7 с, до 300 км/ч — 14,6 с. Для достижения лучшей устойчивости на высоких скоростях в подвеске установили новые амортизаторы, более жесткие пружины увеличенного хода и толстые стабилизаторы поперечной устойчивости. Кроме этого существенно были проработаны аэродинамика и дизайн кузова, который теперь полностью выполнен из углепластика. Появились многочисленные воздухозаборники в переднем бампере и на видоизмененной крыше двигателя. Также был добавлен новый диффузор и сдвоенные патрубки выхлопной системы, которые прибавили эффективность работы в аэродинамике новому дизайну автомобиля. Всего было выпущено 48 купе Super Sport.
Bugatti Veyron Super Sport на испытаниях немецкого автожурнала Auto, Motor und Sport показал следующую динамику разгона: до 100 км/ч автомобиль разогнался за 2,7 секунды, до 200 км/ч — 7,1 с, а до 300 км/ч — 17,6 с. А на испытаниях автожурнала Road and Track в состязании The Two Second Club автомобиль показал следующие результаты: от 0 до 100 км/ч — 2,52 секунды; 402 м (1/4 мили) — 9,9 секунд при скорости 234,6 км/ч.

### Специальные версии
Компания в 2010 году выпустила пять автомобилей «рекордной» версии Bugatti Veyron Super Sport World Record Edition. Кузов автомобилей сверху — чёрный неокрашенный углепластик, снизу — оранжевый, в том числе колёсные диски. Стоимость World Record Edition — 1,95 миллиона евро.
Для дебюта модификации Super Sport в Азии Bugatti привезла на шанхайский автосалон полностью чёрный Bugatti Veyron Super Sport (неофициально используется имя Black Carbon). Автомобиль с полностью чёрным кузовом имеет бежевый интерьер.
Помимо официально представленных компанией спецверсий в августе 2011 года на сайте того же автодилера, где был замечен Bugatti Veyron Grand Sport Sang Blanc, была выставлена на продажу спецверсия Super Sport — Bugatti Veyron Super Sport Sang Noir (фр. чёрная кровь). В марте этот Super Sport выставлялся на женевском автосалоне без какого-либо названия вместе с ещё двумя Grand Sport. Чёрный цвет кузова сочетает в себе матовые двери, передние крылья, передний бампер и глянцевую остальную часть автомобиля. У автомобиля оранжевый кожаный салон и чёрная приборная панель. Под панелью рычага переключения передач установлены шильдики с надписью Sang Noir для подчёркивания эксклюзивности специальной версии автомобиля.
В декабре 2011 года в сети засветилось видеопоздравление с уникальной версией Bugatti Veyron Super Sport Edition Merveilleux (фр. чудесный), созданной для клиента из Китая. Автомобиль отличает чёрный неокрашенный углепластик и синий интерьер.
На улицах Лос-Анджелеса в 2012 году был замечен Bugatti Veyron Super Sport Pur Blanc (фр. чистый белый). Белый окрас кузова дополняется чёрными задними крыльями, боковыми юбками, задним бампером, дверными ручками, боковыми зеркалами и решёткой радиатора. Также снаружи на дверях и на подголовниках кресел есть надпись Pur Blanc.
В Лондоне в 2014 году был снят на видео Bugatti Veyron Super Sport Le Saphir Bleu (фр. синий сапфир). Кузов выкрашен в «фарфоровой» манере Bugatti Veyron Grand Sport L’Or Blanc, но в тёмно-синем и светло-голубом тонах. Внутри салона на крышке отсека для хранения есть надпись Le Saphir Bleu.
Летом 2015 года была продана на аукционе спецверсия Bugatti Veyron Super Sport 300, являющаяся последним трёхсотым купе. Кузов автомобиля белого цвета дополняет решётка радиатора выкрашенная в чёрный цвет. Снаружи на дверях присутствует надпись Super Sport 300. Салон спецверсии чёрного цвета. Цена лота составила 2,3 миллиона долларов. Автомобиль также выставлялся на женевском автосалоне 2015 года.

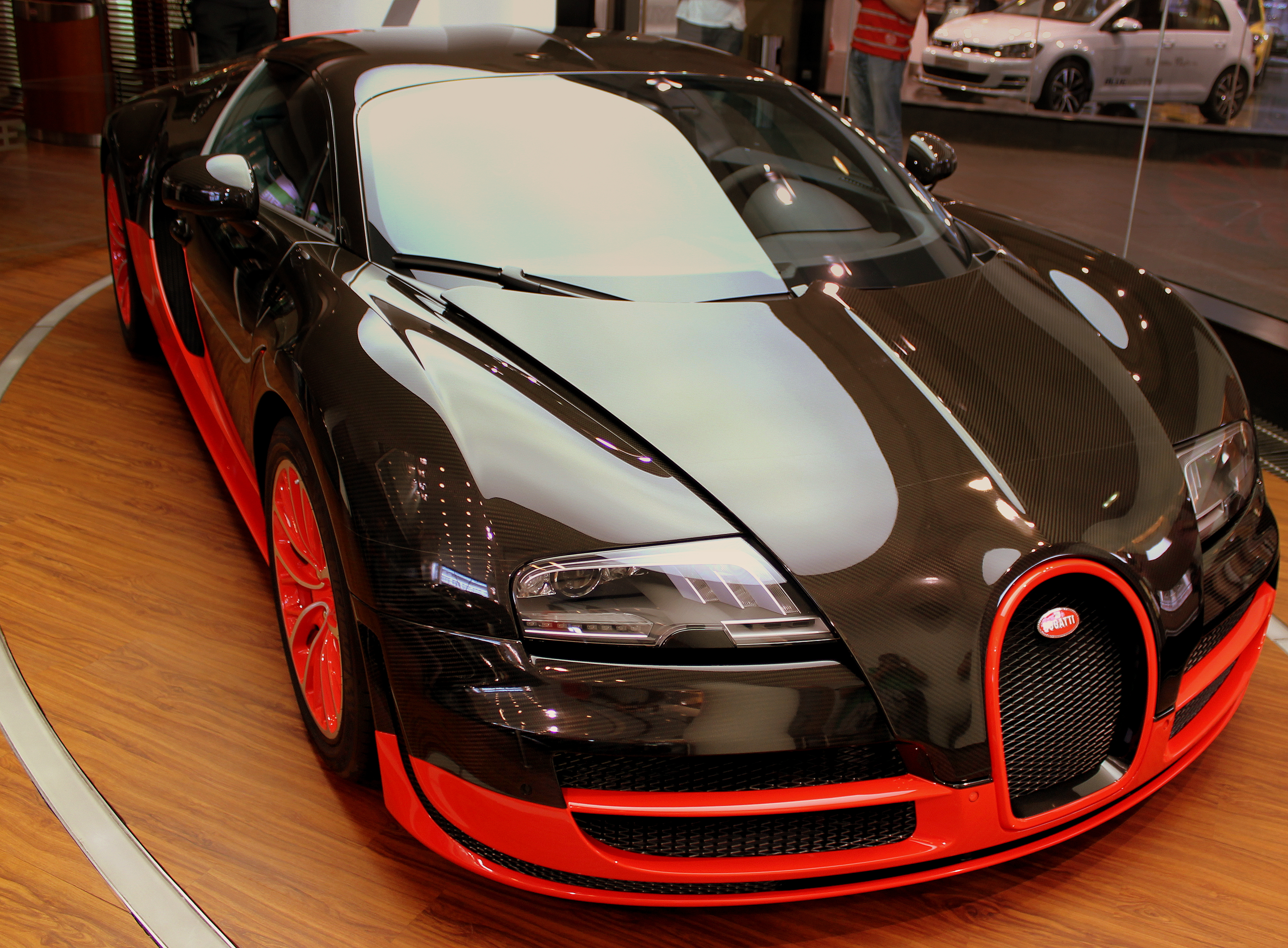
«Рекордная» версия Bugatti Veyron Super Sport
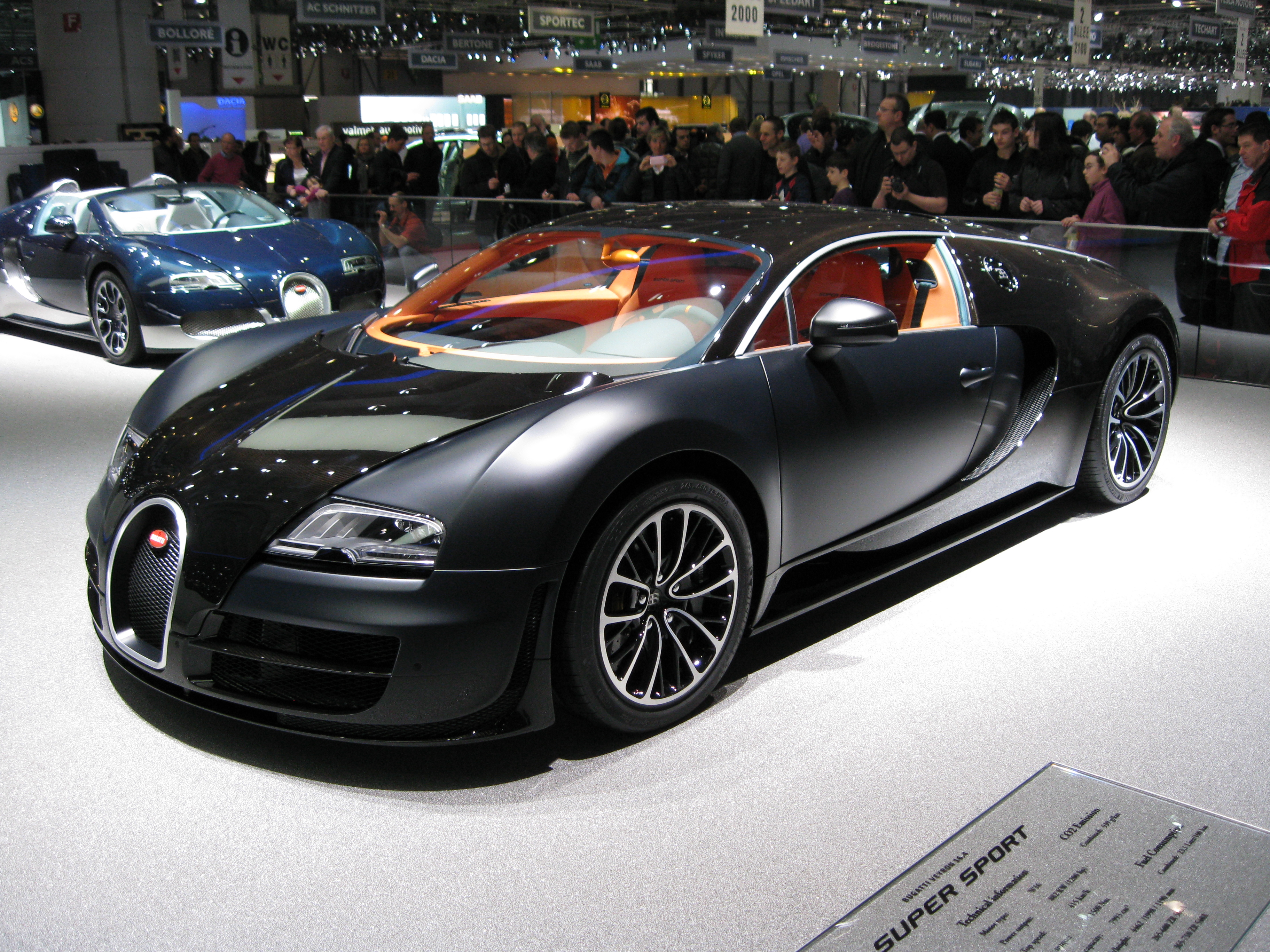
Bugatti Veyron Super Sport Sang Noir
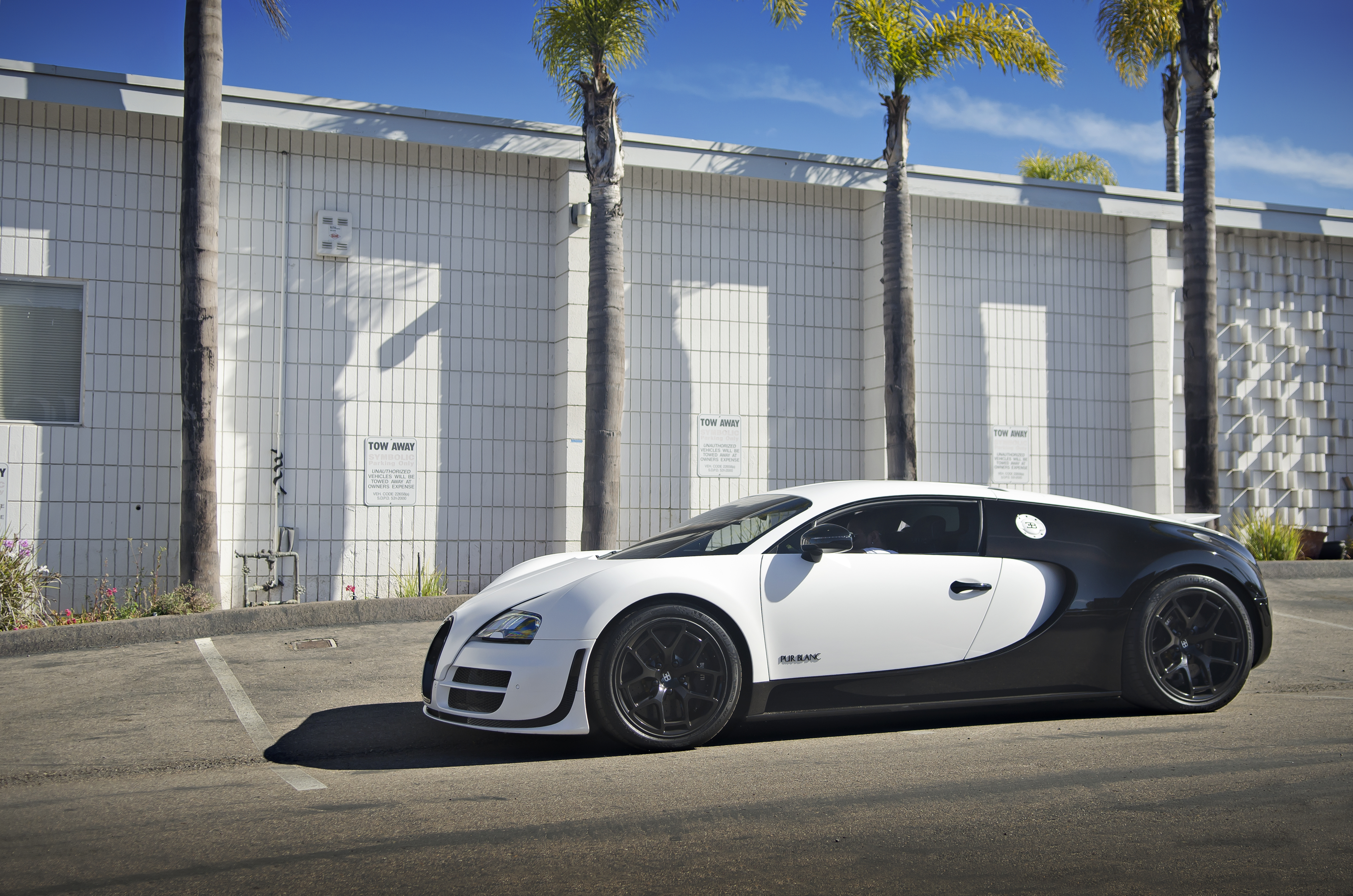
Bugatti Veyron Super Sport Pur Blanc

## Bugatti Veyron 16.4 Grand Sport Vitesse
Bugatti Veyron Grand Sport Vitesse был представлен на женевском автосалоне в 2012 году и представляет собой сочетание открытого Grand Sport и двигателя от «скоростного» Super Sport. В отличие от Grand Sport кузов выполнен полностью из углепластика, переработан дизайн воздухозаборников, спойлера, обтекатель. Автомобиль разгоняется до 100 км/ч за 2,6 секунд, до 200 км/ч — 7,1 с, до 300 км/ч — 16 с; максимальная скорость 410 км/ч.
В начале апреля 2013 года Bugatti Veyron Grand Sport Vitesse стал самым быстрым автомобилем с открытым верхом зафиксированный немецким агентством технической инспекции. Автомобиль со снятой крышей разогнался до 408 км/ч.

### Специальные версии
В августе 2012 года Bugatti представила специальную версию Bugatti Veyron Grand Sport Vitesse Le Ciel Californien (фр. небо Калифорнии): изначально спецверсия не имела имени, но позже владелец автомобиля попросил компанию назвать его «Небом Калифорнии» и впоследствии на дверях появилась надпись Le Ciel Californien. Верхняя часть кузова автомобиля, в том числе воздухозаборники, выкрашена белым цветом, а нижняя часть вместе с дисками — светло-синим. Данная окраска дань автомобилю 1928 года Bugatti Type 37A, выигравшему ряд гран-при. Салон выполнен из коричневой кожи. Стоимость — 1,74 миллиона евро.
Позже, в октябре 2012 года, компания представила в Бразилии Bugatti Veyron Grand Sport Vitesse неофициально именуемый Gris Rafale (фр. серый шквал), по названию светло-серого цвета, в который выкрашен автомобиль. Светло-серый цвет машины дополняют выкрашенные в синий крыша, воздухозаборники, тормозные колодки. Стоимость автомобиля 1,9 миллиона евро.
На автосалоне в Шанхае в конце апреля 2013 года был представлен «рекордный» Bugatti Veyron Grand Sport Vitesse World Record Car. Для заезда автомобиль получил такую же как и «рекордный» Super Sport чёрно-оранжевую цветовую гамму, с тем отличием что полностью чёрный кузов подчёркивается участками оранжевого. Всего было выпущено восемь таких версий по цене 1,99 миллиона евро.
В течение года (с августа 2013 года по август 2014 года) компания выпустила шесть автомобилей серии Les Légendes de Bugatti (фр. Легенды Bugatti), которая посвящена кому-либо или чему-либо значимым в истории компании. Все машины выпущены в количестве трёх экземпляров. Первая машина из серии — Bugatti Veyron Grand Sport Vitesse Jean-Pierre Wimille — в честь Жан-Пьера Вимилля победившего в 24 часа Ле-Мана в 1937 году на автомобиле Bugatti Type 57G Tank. Кузов выкрашен в те же тёмно-синий и светло-синий цвета, что и гоночный автомобиль, также машину украшают нарисованная схема трассы на нижней части антикрыла и лазерная гравировка с подписью гонщика на крышке топливного бака. Салон автомобиля тоже выполнен в двух оттенках синего, где также присутствует алюминиевая схема трассы и вышитая подпись на подголовниках. Представлена в августе 2013 года на «автомобильной неделе» в Монтерее.
Второй автомобиль, показанный в сентябре 2013 года на 65-м франкфуртском автосалоне, Bugatti Veyron Grand Sport Vitesse Jean Bugatti посвящён Жану Бугатти, старшему сыну Этторе Бугатти. Самой успешной разработкой Жана Бугатти считается автомобиль Bugatti Type 57SC Atlantic. Чёрный кузов родстера отсылает к первому из четырёх Type 57SC Atlantic известному как La Voiture Noire (фр. чёрный автомобиль), принадлежавшему Жану Бугатти и утерянному во время Второй мировой войны. На крышке топливного бака присутствует подпись Жана Бугатти, а логотип сзади и подкова решётки радиатора выполнены из платины. Интерьер из бежевой и коричневой кожи украшает вышивка силуэтов Type 57SC Atlantic на дверях и крышке заднего отсека для хранения, а рычаг переключения передач выполнен из палисандра. Цена этого Veyron — 2,28 миллиона евро.
Bugatti Veyron Grand Sport Vitesse Meo Costantini стала третьей машиной в серии. Представлена на автосалоне в Дубае в ноябре 2013 года и посвящена гонщику Бартоломео «Мео» Константини. Кузов отличает полированный алюминий и синий цвет, отсылая к гоночному цвету Франции. Внешний вид автомобиля украшают нарисованный на нижней стороне антикрыла силуэт трассы Targa Florio, на которой победил Константини, и его подпись на крышке топливного бака. Интерьер выполнен в коричневом и тёмно-синем цветах. На подголовниках вышита подпись Мео Константини, а на дверях нанесены рисунки иллюстрирующие моменты его гоночной карьеры. Крышку отсека для хранения также украшает алюминиевый барельеф трассы. Стоимость автомобиля 2,09 миллиона евро.
Четвёртый из серии посвящён скульптору Рембрандту Бугатти, брату Этторе Бугатти. Верх Bugatti Veyron Grand Sport Vitesse Rembrandt Bugatti выкрашен в коричнево-бронзовый цвет, как дань бронзовым скульптурам, а нижняя часть автомобиля — в светло-коричневый. На крышке топливного бака присутствует подпись Рембрандта Бугатти, а логотип EB и подкова радиаторной решётки выполнены из платины. Салон автомобиля обит светло-коричневой кожей, который украшают бронзовый барельеф слона на крышке отсека для хранения и плетёные кожаные двери. Автомобиль представлен в марте 2014 года на женевском автосалоне по цене 2,18 миллиона евро.
Bugatti Veyron Grand Sport Vitesse Black Bess — пятый автомобиль серии Les Légendes de Bugatti. Представлен в апреле 2014 года на пекинском автосалоне и посвящён автомобилю Bugatti Type 18 Black Bess. Автомобиль имеет чёрный кузов с золотистыми полосками на передних крыльях, также золотистая надпись Black Bess выгравирована на крышке топливного бака. Подкова радиаторной решётки, логотип сзади, центр чёрных колёсных дисков сделаны из золота. Бежевый кожаный салон дополняют элементы из палисандра на рычаге переключения передач и центральной консоли. Одним из владельцев Bugatti Type 18 был Ролан Гаррос, поэтому на дверях изображены исторический Bugatti Type 18 Black Bess и самолёт Гарроса — Morane-Saulnier Type H, при этом рисунки шести дверных панелей трёх автомобилей уникальны и не повторяются. Также изображение Black Bess на крышке отсека для хранения дополняет сделанный из золота логотип EB. Стоимость автомобиля 2,15 миллиона евро.
Шестой автомобиль представленный на «автомобильной неделе» в Монтерее в августе 2014 года посвящён основателю компании — Этторе Бугатти. Передняя часть Bugatti Veyron Grand Sport Vitesse Ettore Bugatti выполнена из полированного алюминия, а задняя — из тёмно-синего неокрашенного углепластика. Подкова решётки и логотип сзади выполнены из платины, а на крышку топливного бака нанесена подпись Этторе Бугатти. Салон автомобиля выполнен из коричневой кожи, но на руле, рычаге переключения передач, дверных ручках, подлокотниках используется специально обработанная более прочная кожа. Также тёмно-синий углепластик используется в обшивки дверей и на крышке отсека для хранения. Крышку дополняет покрытая платиной фигура слона. Стоимость данной версии — 2,35 миллиона евро.
Кроме «легендарной серии» в феврале 2014 года компания представила автомобиль посвящённый китайскому пианисту Лан Лану. Bugatti Veyron Grand Sport Vitesse Lang Lang выполнен в чёрно-белом цвете, отсылая к роялю и клавишам. Внутри салона также имеются отсылки к музыке: чёрная кожа с белой прострочкой и обшивка дверей с линиями нотного стана. Цена машины 2,13 миллиона евро.
В августе этого же года фирма показала Bugatti Veyron Grand Sport Vitesse 1 of 1 (англ. первый из первых). Автомобиль выкрашен в чёрный и жёлтый цвета, отсылая к нескольким классическим моделям компании. Классическая сетчатая радиаторная решётка по желанию заказчика была заменена на инициалы PL. Салон из чёрной кожи украшает жёлтая прострочка на руле, сиденьях и рычаге переключения передач. На обшивке дверей присутствует жёлтый силуэт Bugatti Veyron, а на крышке отсека для хранения — Bugatti Type 35.
И наконец на женевском автосалоне в марте 2015 года компания представила последний четырёхсот пятидесятый Veyron — Bugatti Veyron Grand Sport Vitesse La Finale (фр. финал). Автомобиль стилизован под красно-чёрный окрас самого первого Bugatti Veyron только наоборот: там где у первого использован красный цвет, у последнего — чёрный. Машину украшают надписи La Finale под правой передней фарой, на нижней стороне антикрыла, на подголовниках сидений и дверных порогах. На автосалоне демонстрировался вместе с первым и последним купе.
Помимо официально представленных компанией спецверсий в сентябре 2014 года сеть облетели снимки Bugatti Veyron Grand Sport Vitesse неофициально названного L’Or Rouge (фр. красное золото). Автомобиль выкрашен в «фарфоровой» манере Bugatti Veyron Grand Sport L’Or Blanc, но с красно-чёрной расцветкой.
Также в марте 2015 года сеть облетели снимки созданной на заказ спецверсии — Bugatti Veyron Grand Sport Vitesse Cristal Edition (фр. кристальная версия). Белый кузов автомобиля дополняют светло-розовые воздухозаборники, крышка двигателя, панель задних фар и колёсные диски. Салон автомобиля выполнен в розовом и светло-розовом цветах. На крышке топливного бака присутствует инициал L, а на порогах — надпись Cristal Edition 1 De 1.

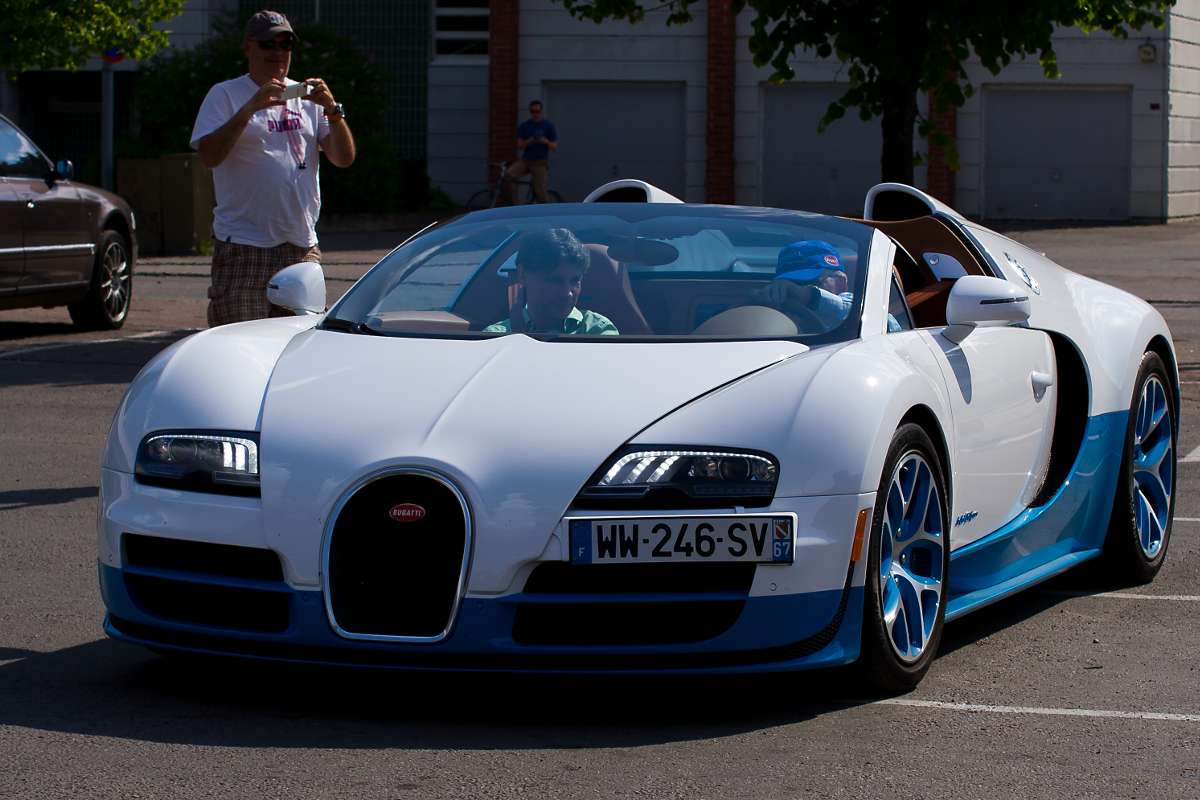
Bugatti Veyron Grand Sport Vitesse Le Ciel Californien
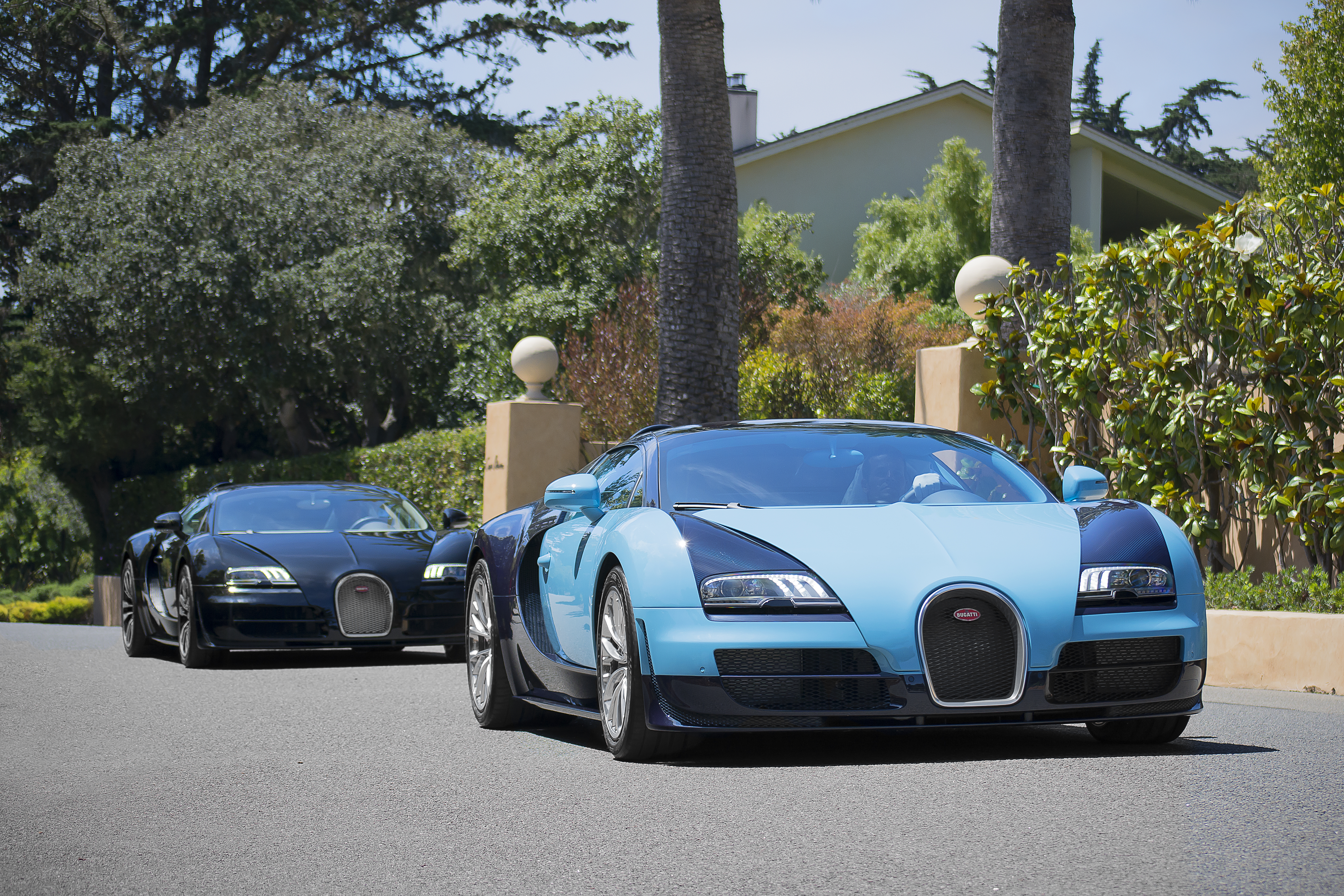
«Легенды Bugatti»: Jean-Pierre Wimille и Jean Bugatti
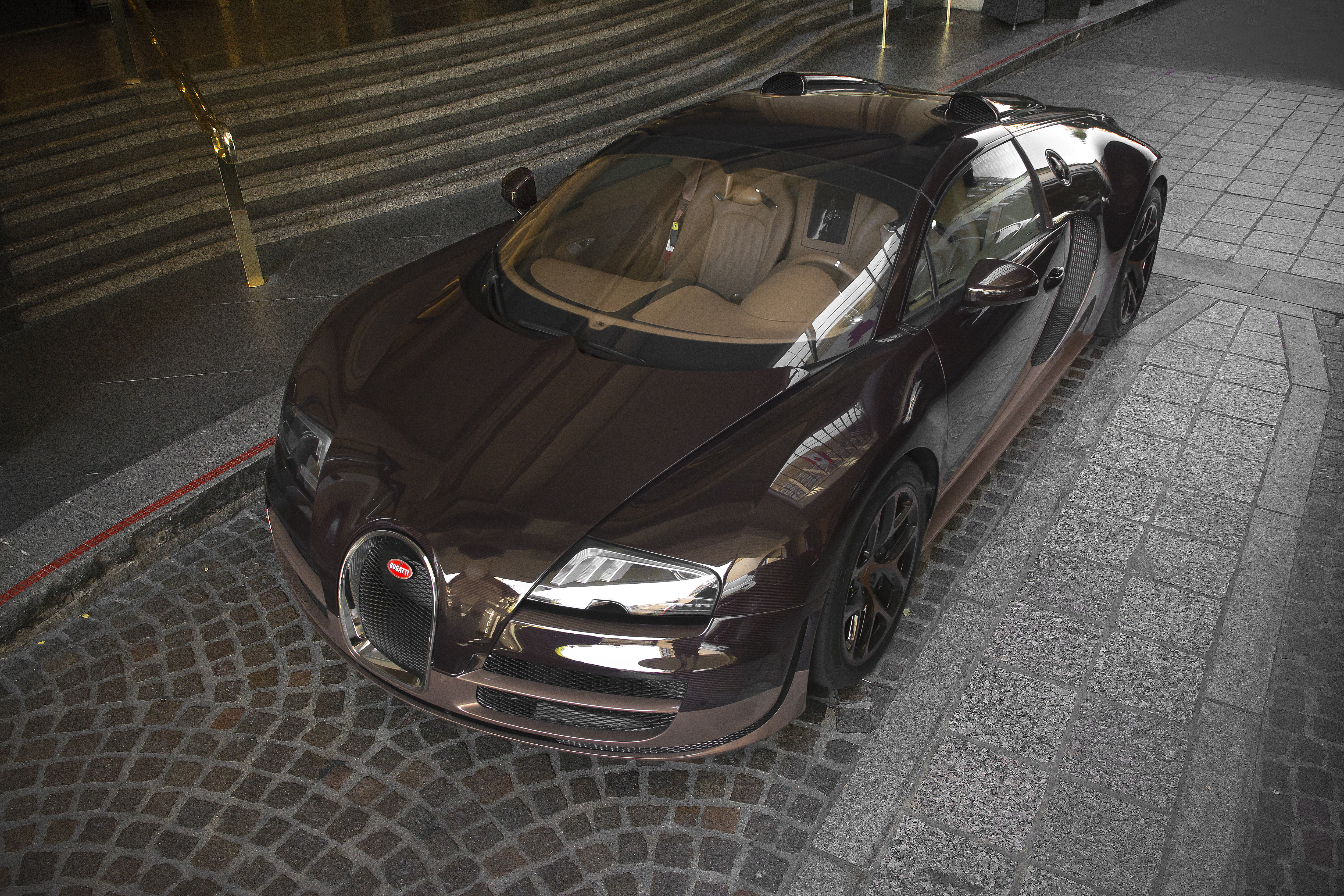
Bugatti Veyron Grand Sport Vitesse Rembrandt Bugatti
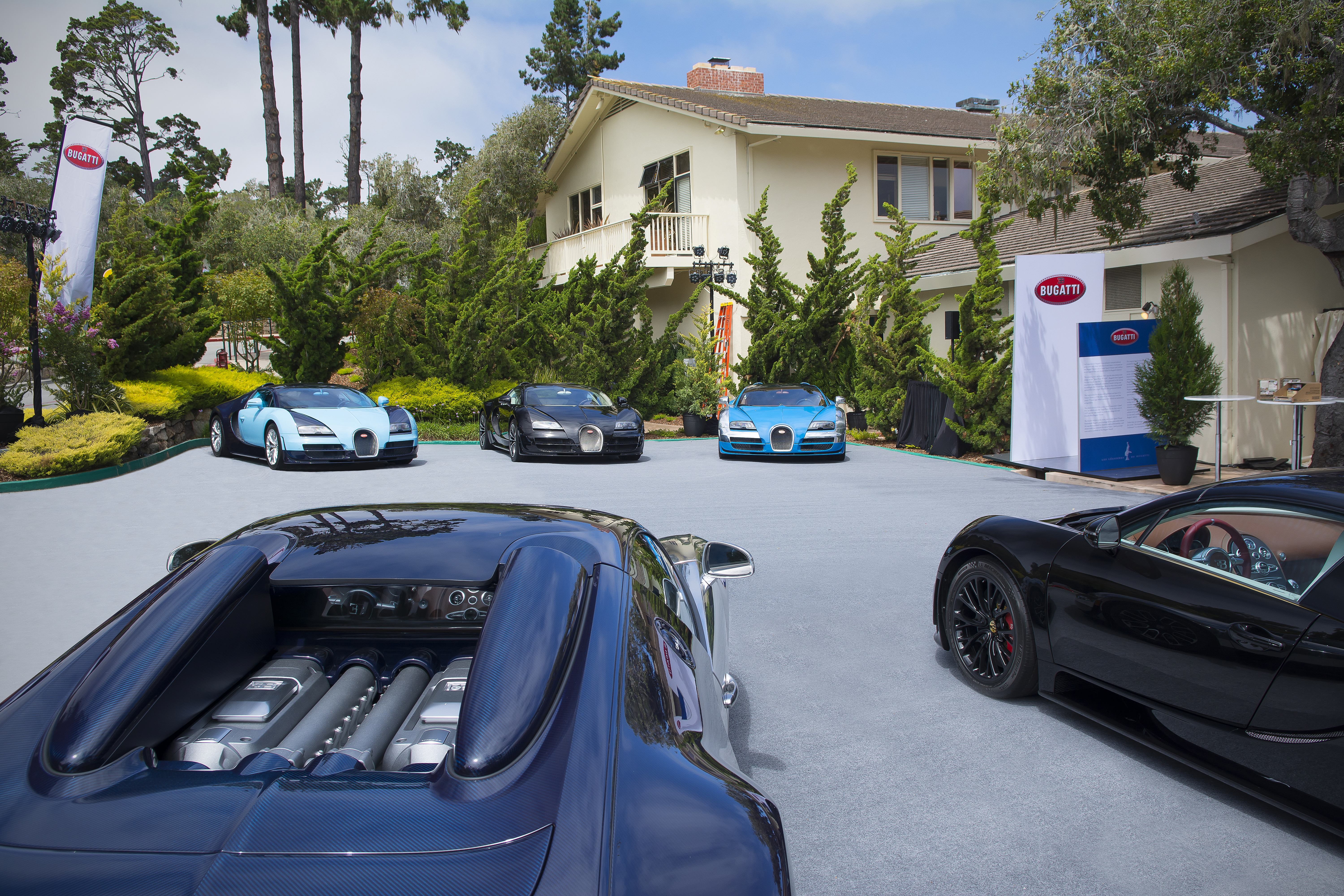
Пять автомобилей из серии «Легенды»: Jean-Pierre Wimille, Jean Bugatti, Meo Costantini, Black Bess, Ettore Bugatti
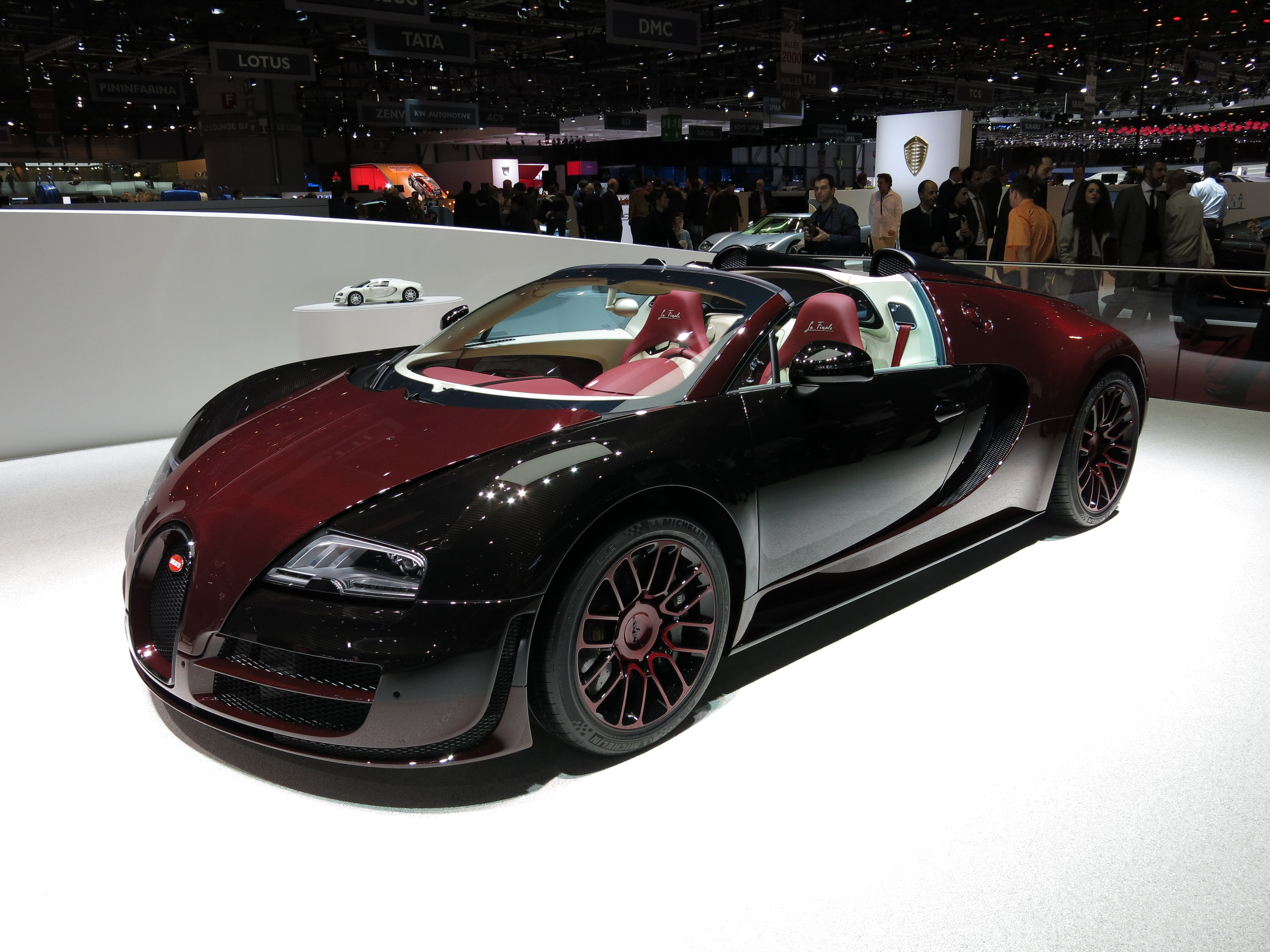
Последний Veyron — Bugatti Veyron Grand Sport Vitesse La Finale
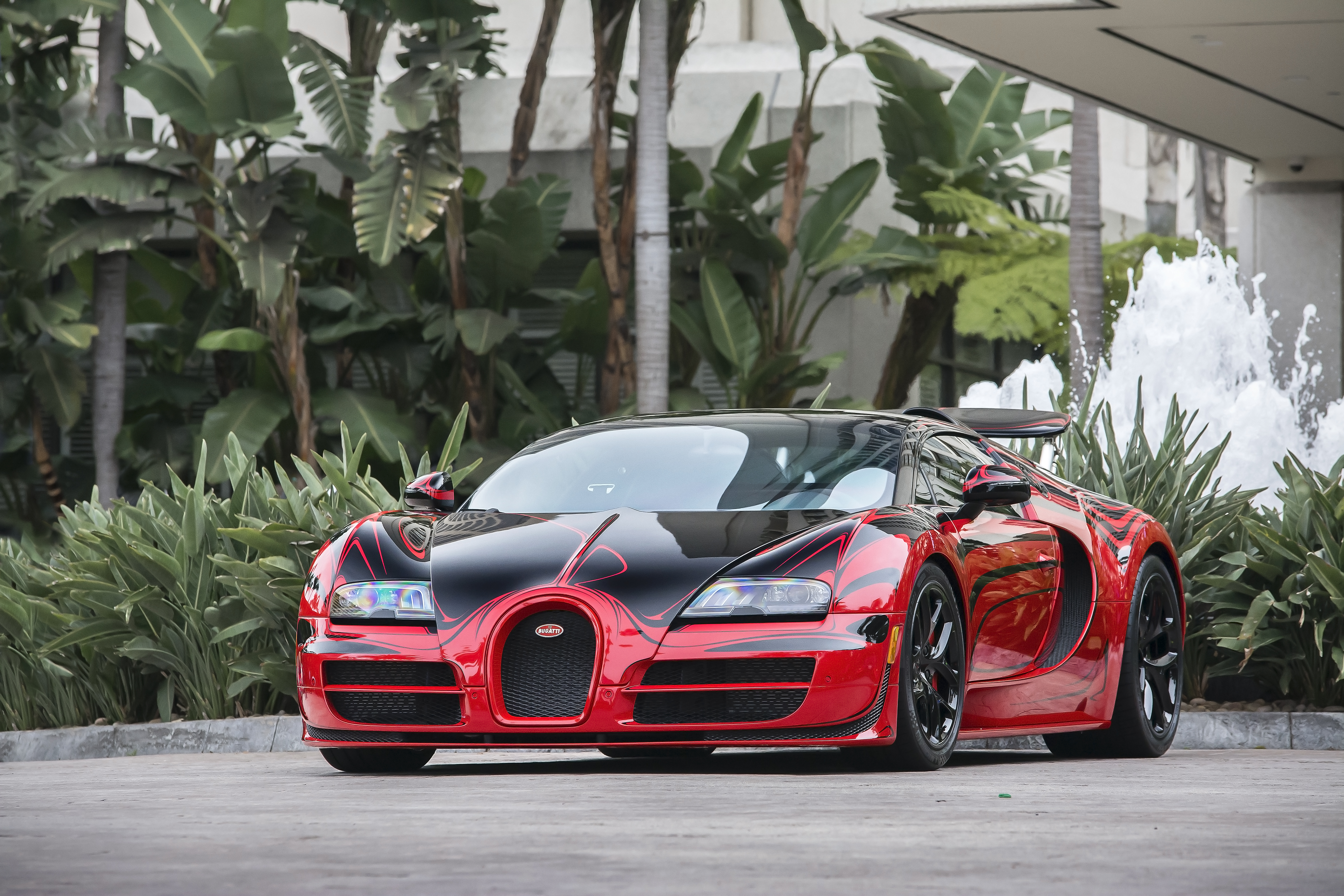
Bugatti Veyron Grand Sport Vitesse L’Or Rouge

## Тюнинг
В 2009 году тюнинг-ателье Mansory представило свою версию суперкара — Bugatti Veyron Linea Vincero, которую планировала выпустить в трёх экземплярах. Кузов из углепластика и алюминия оснащён новым передним бампером, радиаторной решёткой с наличием литеры V (от Vincero), светодиодными фарами, диффузором, воздухозаборниками увеличенных размеров и коваными колесными дисками. Салон выполненный из белой кожи с дополнениями из углепластика освещается мягким светом из-за светодиодов встроенных в сиденья, дверные накладки и приборную панель. Была увеличена мощность двигателя с 1001 до 1109 л. с., крутящий момент также поднялся — с 1250 до 1310 Н/м.
Позже, в 2010 году, Mansory представило специальную версию тюнингованного автомобиля из серии Linea Vincero под названием Linea Vincero d’Oro. Стандартное изготовление кузова было заменено на углепластиковый с прошивкой медными нитями, дающими металлический блеск. Основной особенностью автомобиля является наличие большого количества «золотистых» элементов: зеркала заднего вида, легкосплавные диски, радиаторная решётка с наличием литеры V, дверные ручки, крышка топливного бака, омыватели передних фар. Интерьер автомобиля украшен «золотистой» кожей со специальным тиснением на руле, обшивке дверей, сиденьях.
В 2014 году Mansory представило Bugatti Veyron Vivere. У тюнингованного Veyron чёрно-белый кузов с изменёнными крыльями, укороченным капотом, новым передним бампером, боковыми юбками, диффузором и снова радиаторной решёткой с наличием литеры V (от Vivere). Салон из чёрно-белой кожи дополняют светодиодное освещение и элементы интерьера из того же углепластика, что и кузов автомобиля изготовленный в Mansory.
Летом 2015 года британская тюнинговая компания Oakley Design анонсировала тюнинг-проект для Bugatti Veyron. Окончательный вариант этого частного заказа был заснят на видео в начале 2016 года. За основу был взят купе Veyron с мотором мощностью 1001 л. с. Оригинальные синие панели кузова заменили на чёрный неокрашенный углепластик и жёлтые передние крылья, двери, воздухозаборники. Автомобиль получил новый передний бампер, задний диффузор, выхлопную трубу, большие боковые юбки. Новый кузов автомобиля уменьшил стандартный вес машины на 50 кг. Кроме внешнего вида была увеличена мощность двигателя до 1145 л. с. и 1580 Н/м крутящего момента.

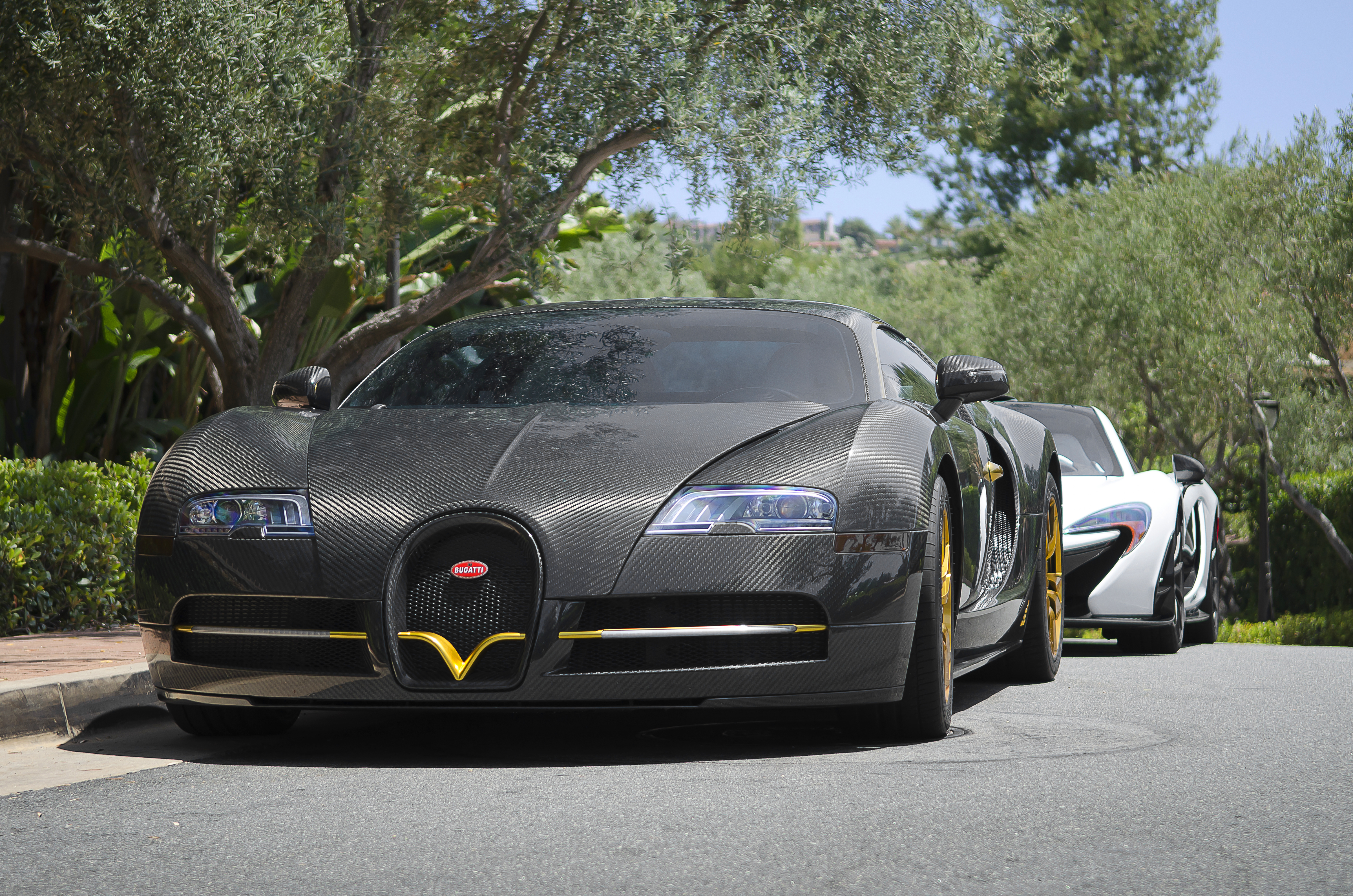
В «золоте» Bugatti Veyron Linea Vincero d’Oro

## Факты
- Официальная презентация автомобиля в России прошла в октябре 2006 года в Москве[98].
- В 2008 году при открытии нового павильона в тематическом парке Autostadt была выставлена на показ в зеркальной комнате «зеркальная» (полностью хромированная) версия Bugatti Veyron[99].
- Первый серийный Bugatti Veyron Grand Sport, проданный на аукционе, был разбит его владельцем[100].
- Биджан Пакзад не только поработал с Bugatti в создании эксклюзивного Bugatti Veyron Grand Sport, но и имел свой собственный уникальный Bugatti Veyron, который после смерти дизайнера в 2011 году припаркован на улице Родео-драйв перед его магазином House of Bijan. Автомобиль выкрашен в жёлто-чёрный цвет, а на капоте изображён бледный силуэт «Уста истины»[101][102].
- Владелец одного из Veyron самостоятельно утопил машину в озере, чтобы получить страховую выплату превышавшую стоимость автомобиля[103]. Но обман не удался, так как нашёлся очевидец, снявший происшествие на видео. Спустя почти шесть лет судебного разбирательства суд вынес приговор владельцу автомобиля: год тюрьмы и выплату в 600 тысяч долларов в пользу страховой компании. «Утопленный» Veyron признали непригодным к восстановлению.
- Существуют несколько реплик Bugatti Veyron, сделанных тюнинг-мастерскими или в одиночку на основе других автомобилей. Например, на основе Ford Cougar[104], Volkswagen Passat[105], Audi A6[106] и даже мини-Veyron на базе Suzuki Swift[107].
- Суперкар состоит на службе в полиции эмирата Дубай[108].
- Bugatti Veyron часто фигурирует в различных медиапродуктах. В кинематографе: Need for Speed: Жажда скорости, Форсаж 7, Трансформеры: Эпоха истребления. В игровой индустрии: серии Need for Speed, GRID 2, Real Racing 3, Forza Motorsport 5, CSR Racing, в качестве прототипа для вымышленного суперкара Truffade Adder в Grand Theft Auto V. В музыке: композиция «National Anthem» певицы Ланы Дель Рей, трек «Rotlichtmassaker» немецкого рэпера Kollegah, песни «Death Race» и «Chopper Mode» французской группы The Mess, трек «Cool Story» немецкого рэпера Lance Butters, песня «Отец Онуфрий» Сергея Слепакова.[источник не указан 1267 дней]
- В 2010 году двумя дизайнерами была создана модель Bugatti Veyron в масштабе 1/18, выполненная из золота и платины и инкрустирована бриллиантами в 7,2 карата. Модель названа Bugatti Veyron Diamond Limited Edition и выпущена в количестве трёх экземпляров. Её стоимость составляет 2,4 млн евро[109].
- По неофициальным данным на каждом Bugatti Veyron концерн Volkswagen терял 4,6 миллиона евро, а общие потери составили 1,7 миллиарда евро[1].

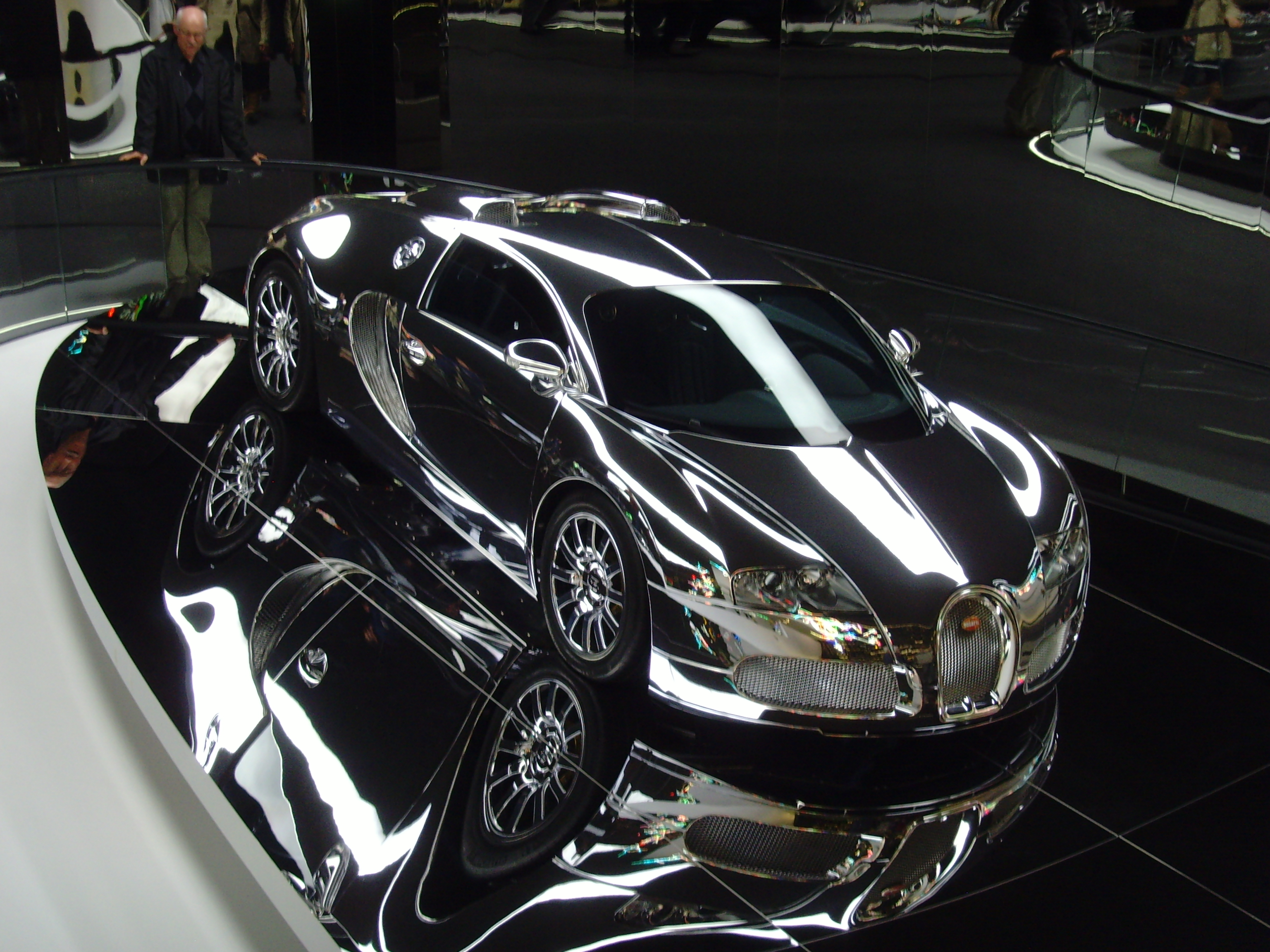
Полностью хромированная Bugatti Veyron
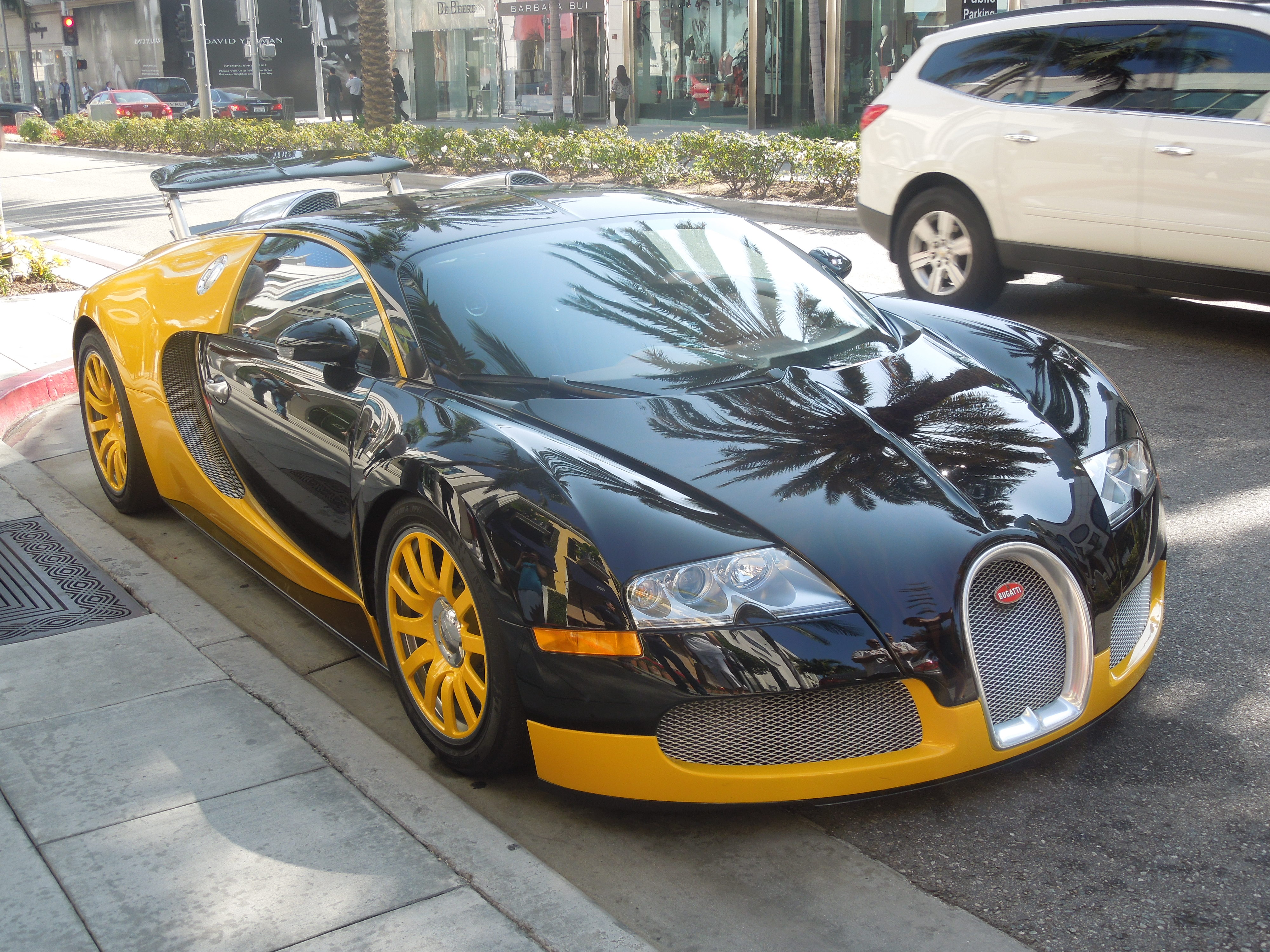
Bugatti Veyron Биджана Пакзада в Беверли-Хиллз
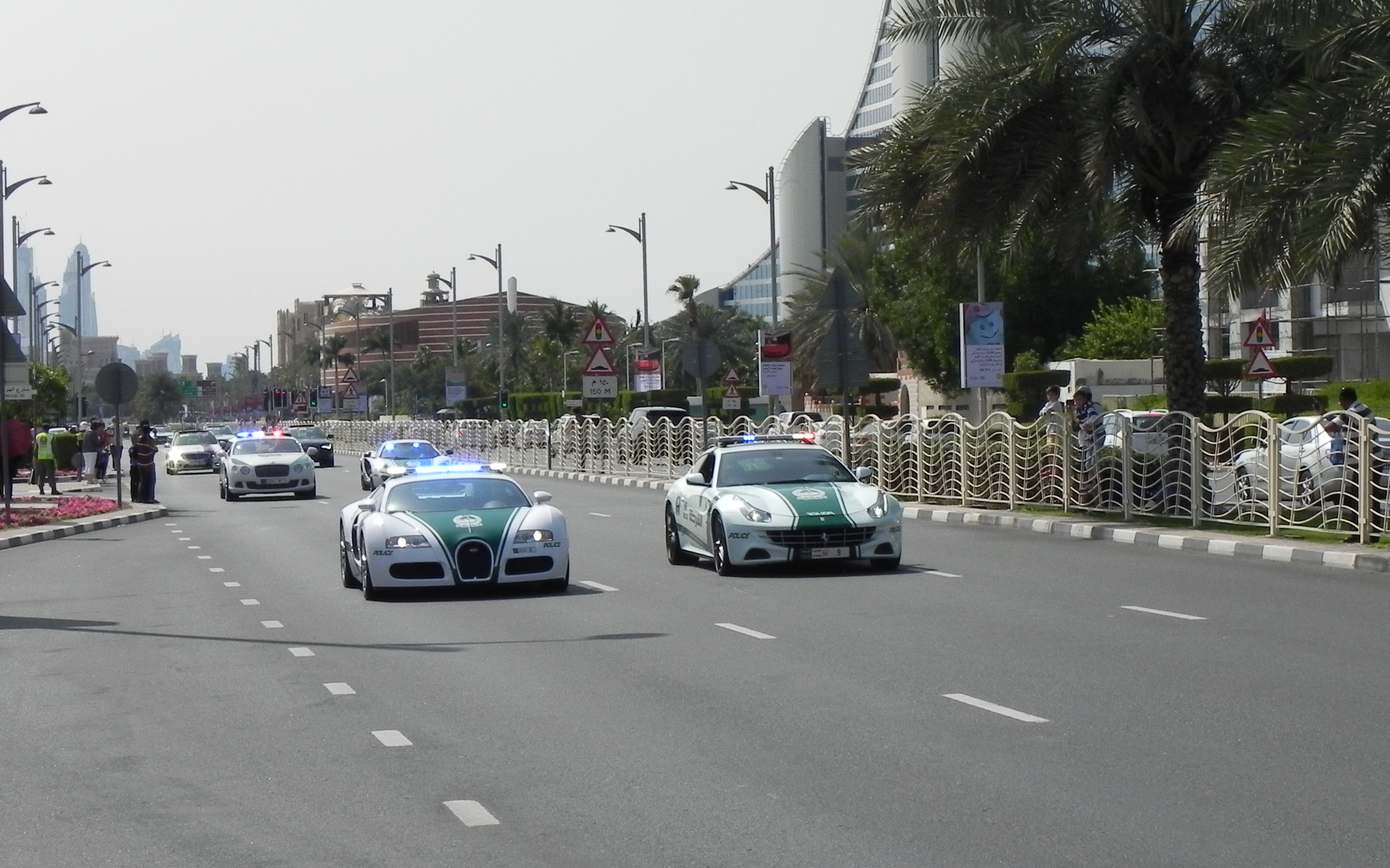
Полицейские Bugatti Veyron и Ferrari FF